# Révolte des cipayes
La révolte des cipayes est un soulèvement populaire qui a lieu en Inde en 1857 contre la Compagnie britannique des Indes orientales. Il est également appelé première guerre d'indépendance indienne ou rébellion indienne de 1857.
La révolte commença par une mutinerie des cipayes de l'armée de la Compagnie le 10 mai 1857 dans la ville de Meerut. Cela entraîna un soulèvement populaire dans le nord et le centre de l'Inde. Les principaux combats eurent lieu dans les États actuels de l'Uttar Pradesh, du Bihar, dans le Nord du Madhya Pradesh et dans la région de Delhi. La rébellion menaça grandement le pouvoir de la Compagnie dans la région et ne fut écrasée qu'avec la chute de Gwalior le 20 juin 1858.
Les autres régions contrôlées par la Compagnie comme la province du Bengale et les présidences de Bombay et de Madras restèrent relativement calmes. Dans le Pendjab, les princes sikhs fournirent des soldats et du ravitaillement à la Compagnie. Les grands États princiers comme Hyderabad, Mysore, Travancore et le Cachemire ainsi que le Rajasthan ne rejoignirent pas la rébellion.
Dans certaines régions, comme à Ayodhya, la rébellion prit la forme d'une révolte populaire contre la présence européenne. Les chefs de la rébellion comme Lakshmî Bâî devinrent les héros du mouvement pour l'indépendance de l'Inde un siècle plus tard ; cependant, ils ne disposaient d'aucune idéologie cohérente en vue de créer un nouvel ordre social. La rébellion mena à la dissolution de la Compagnie britannique des Indes orientales en 1858 et força les Britanniques à réorganiser l'armée, le système financier et l'administration en Inde. L'Inde fut donc gouvernée directement par la couronne britannique au sein du nouveau Raj britannique.

## L'expansion de la Compagnie britannique des Indes orientales
La Compagnie britannique des Indes orientales administrait certains territoires côtiers et les comptoirs commerciaux depuis le XVIIe siècle, mais sa victoire lors de la bataille de Plassey en 1757 marqua le début d'un contrôle plus ferme de l'Inde orientale. Cette victoire fut renforcée par la bataille de Buxar (dans le Bihar) en 1764, avec la défaite de l'empereur moghol Shah Alam II.
Ce dernier accorda à la Compagnie le droit de « collecter les impôts » des provinces du Bengale, du Bihar et de l'Orissa. La Compagnie étendit rapidement son contrôle sur de vastes territoires au sud de la rivière Narmada, et autour de ses comptoirs de Bombay et de Madras, après les guerres anglo-mysores (1766-1799) et les guerres anglo-marathes (1772-1818). L'expansion ne se fit pas sans résistance. En 1806, la mutinerie de Vellore fut déclenchée par l'introduction de nouveaux uniformes, ce qui mécontenta les cipayes hindous et musulmans.
Au début du XIXe siècle, le gouverneur général Wellesley entama deux décennies d'expansion accélérée des territoires de la Compagnie. Cela fut réalisé par des alliances forcées entre la Compagnie et les gouvernants locaux, ou par des annexions militaires. Les alliances créèrent les États princiers des Indes avec à leur tête les maharajas hindous et les nababs musulmans. Le Pendjab, la province de la Frontière-du-Nord-Ouest et le Cachemire furent annexés après la seconde guerre anglo-sikhe en 1849 ; cependant, le Cachemire fut immédiatement vendu à la dynastie Dogra de Jammu lors du traité d'Amritsar de 1846, et il devint un État princier. Les disputes territoriales entre le Népal et l'Inde britannique s'aggravèrent après 1801, et provoquèrent la guerre anglo-népalaise de 1814-1816, qui amena les Gurkhas sous influence britannique. En 1854, la province de Berar fut annexée ainsi que l'État d'Oudh, deux ans plus tard. Au milieu du XIXe siècle, la Compagnie gouvernait directement ou indirectement la plus grande partie de l'Inde.

## Causes de la rébellion
La révolte de 1857 ne fut pas la conséquence d'un unique événement, mais d'une succession de plusieurs événements, qui, à la fin, déclenchèrent le soulèvement.
Le terme de cipayes a été introduit par Dupleix dans les Indes françaises 30 ans plus tôt, entre Pondichéry, les Indes du sud et Chandernagor.
Ce terme de « cipayes » désigne les soldats indiens, hindous et musulmans. Juste avant la rébellion, il y avait 238 000 Indiens et 45 000 Britanniques au sein de l'armée en Inde. Les forces étaient divisées entre trois armées présidentielles, celles de Bombay, de Madras et du Bengale. L'armée du Bengale recrutait principalement parmi les hautes castes comme les Rajputs et les brahmanes dont la plupart venaient de l'Awadh (près de Lucknow) et du Bihar et réduisit encore le recrutement parmi les basses castes en 1855.
Par contraste, les armées de Madras et de Bombay recrutaient indifféremment parmi les différentes castes. La domination des hautes castes dans l'armée du Bengale a joué un rôle dans les premières mutineries qui menèrent à la rébellion. Ainsi, le rôle joué par le système des castes devint si important que les hommes n'étaient plus « choisis sur la base des qualités essentielles du soldat (forme physique, courage, force ou docilité) mais sur leur appartenance à une certaine caste ».
En 1772, lorsque Warren Hastings fut nommé gouverneur général, l'une de ses premières initiatives fut d'augmenter la taille de l'armée de la Compagnie. Comme les soldats disponibles, ou cipayes du Bengale, avaient combattu contre les Britanniques lors des batailles de Plassey et de Buxar, ils étaient considérés comme suspects par les Britanniques. Hastings dut donc recruter plus à l'ouest, au sein des hautes castes rurales des Rajputs et des brahmanes de l'Awadh et du Bihar. Cette pratique continua au cours des 75 années suivantes. Cependant, afin d'anticiper les frictions sociales, la Compagnie prit la peine d'adapter ses pratiques militaires à la culture locale. Par conséquent, ces soldats mangeaient dans des bâtiments séparés, étaient dispensés du service à l'étranger (les voyages en mer pouvant leur faire perdre leur statut de caste (varna) selon le tabou du Kala pani) et l'armée reconnut officiellement les fêtes hindoues. Cette reconnaissance du statut des hautes castes rendait cependant le gouvernement vulnérable à des protestations, voire à des mutineries, si les cipayes détectaient une transgression de leurs prérogatives.
Il a été suggéré qu'après l'annexion d'Oudh par la Compagnie en 1856, de nombreux cipayes furent inquiétés par la perte de leur statut, en tant que noblesse terrienne, dans les administrations de l'État, et par l'augmentation prévisible des taxes que l'annexion laissait augurer. De plus, la présence de missionnaires convainquit les hindous et les musulmans que la Compagnie prévoyait une conversion à grande échelle des Indiens. Cependant, dans les années 1830, des évangéliques comme William Carey et William Wilberforce avaient réussi à faire passer des réformes sociales comme l'abolition du Satī, sans que l'allégeance des cipayes ne soit remise en question.
En revanche, des changements dans les termes du service militaire ont pu créer du ressentiment. Avec les victoires de la Compagnie des Indes orientales et son expansion, les soldats allaient non seulement devoir servir dans des régions moins familières (comme la Birmanie lors des guerres anglo-birmanes en 1856), mais ils allaient devoir le faire sans toucher la prime de service à l'étranger, qu'ils obtenaient auparavant.
Une autre inquiétude provenait d'une nouvelle loi qui privait les cipayes d'une retraite après la fin de leur service ; si cette décision ne s'appliquait qu'aux nouvelles recrues, les vétérans s'inquiétaient d'une possible rétroactivité de la loi. De plus, les soldats de l'armée du Bengale étaient moins bien payés que leurs homologues des armées de Madras et de Bombay, ce qui aggrava la question des retraites.
Une cause majeure de mécontentement, qui émergea dix mois avant le déclenchement de la révolte, fut la loi sur l'enrôlement du 25 juillet 1856. Comme il avait été dit auparavant, les soldats de l'armée du Bengale étaient exemptés de service outre-mer, et ils ne combattaient que dans les territoires qu'ils pouvaient rallier à pied. Cette situation fut jugée anormale par le gouverneur général des Indes James Broun-Ramsay, car les cipayes des armées de Madras et de Bombay avaient déjà accepté une obligation de servir outre-mer si cela était nécessaire. Ainsi, le fardeau des troupes pour le service actif en Birmanie (facilement accessible uniquement par la mer) et en Chine retombait de manière disproportionnée sur les deux petites armées présidentielles. La loi signée par le successeur de Ramsay, Charles Canning, imposa aux nouvelles recrues de l'armée du Bengale d'accepter un engagement concernant le service outre-mer. Cependant, les vétérans craignaient que cette loi ne devienne rétroactive.
D'autres griefs portaient sur la question des promotions, fondées sur l'ancienneté, ce qui, avec le nombre croissant d'officiers européens, rendait la promotion très lente, et de nombreux officiers indiens n'obtenaient un grade élevé que lorsqu'ils étaient trop vieux pour pouvoir l'exercer.

### Cartouches lubrifiées
Le déclencheur final fut l'introduction de la munition du nouveau fusil Enfield Modèle 1853 : d'après le règlement britannique, les soldats devaient déchirer les cartouches en papier avec les dents pour mettre de la poudre dans le canon avant d'y mettre la balle. Cette cartouche était lubrifiée avec du suif (graisse de porc ou de bœuf) pour la protéger de l'humidité et faciliter la descente de la balle dans le canon.
Or ce suif était considéré comme impur par les musulmans et les hindous, le porc étant un animal haram interdit de consommation aux musulmans et le bœuf étant un animal sacré de la tradition hindoue. Au moins un officiel britannique pointa les problèmes que cela pouvait engendrer :
« À moins de prouver que la graisse utilisée dans ces cartouches n'est pas de nature à offenser ou à interférer avec les croyances des castes, il serait opportun de ne pas les fournir aux corps autochtones. »
— Kim A. Wagner,  The great fear of 1857: rumours, conspiracies and the making of the Indian Mutiny
Cependant, en août 1856, la production des cartouches lubrifiées commença à Fort William, Calcutta. La graisse incorporait du suif, fourni par la firme indienne Gangadarh Banerji & Co. Ces cartouches n'étaient destinées qu'aux troupes européennes, mais les rumeurs concernant la lubrification des munitions avec de la graisse animale se répandirent rapidement.
Le 27 janvier, le colonel Richard Birch ordonna que toutes les cartouches devaient être livrées sans graisse et que les cipayes pouvaient les lubrifier avec le mélange « qui leur convient ». Une modification fut également menée sur les exercices de tir pour permettre aux cipayes d'ouvrir la cartouche avec les doigts. Cependant, cela convainquit simplement les soldats que les rumeurs étaient vraies, et que leurs craintes étaient justifiées.

### Agitation populaire
Les causes du soulèvement populaire sont également variées.
Les rebelles se divisaient en trois groupes : la noblesse féodale, les propriétaires terriens appelés taluqdars et les paysans. La noblesse, dont une grande partie avait perdu ses titres après la doctrine de préemption, qui refusait de reconnaître les enfants adoptés comme héritiers légitimes, s'inquiétait de l'interférence de la Compagnie dans le système traditionnel de succession. Les chefs rebelles comme Nânâ Sâhib et la Rani de Jhansi appartenaient à cette catégorie ; la dernière en particulier était prête à accepter la domination britannique si son fils adoptif était reconnu comme son successeur légitime. Dans d'autres régions de l'Inde centrale, comme à Indore et à Sagar, où de telles pertes de privilèges n'avaient pas eu lieu, les princes restèrent loyaux à la Compagnie, même dans les zones où les cipayes s'étaient soulevés. Les taluqdars avaient, quant à eux, perdu la moitié de leurs possessions foncières en faveur des paysans, après la réforme agraire qui suivit l'annexion d'Oudh. Avec le développement de la rébellion, les taluqdars réoccupèrent rapidement les terres qu'ils avaient perdues, et, paradoxalement, en partie du fait de la tradition et des liens féodaux, ils ne rencontrèrent pas une forte opposition de la part des paysans, au grand regret des Britanniques.
Il a également été avancé que les lourds impôts britanniques, dans certaines régions, ont poussé de nombreuses familles soit à perdre leurs terres soit à s'endetter lourdement auprès de prêteurs, ce qui fournit une raison supplémentaire pour se révolter. La révolte populaire fut inégale suivant les régions. Ainsi, le prospère district de Muzaffarnagar, pourtant proche de Meerut, resta calme tout au long de la révolte.

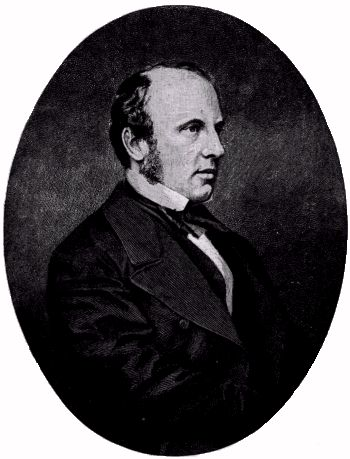
Charles Canning, le gouverneur général des Indes durant la révolte.
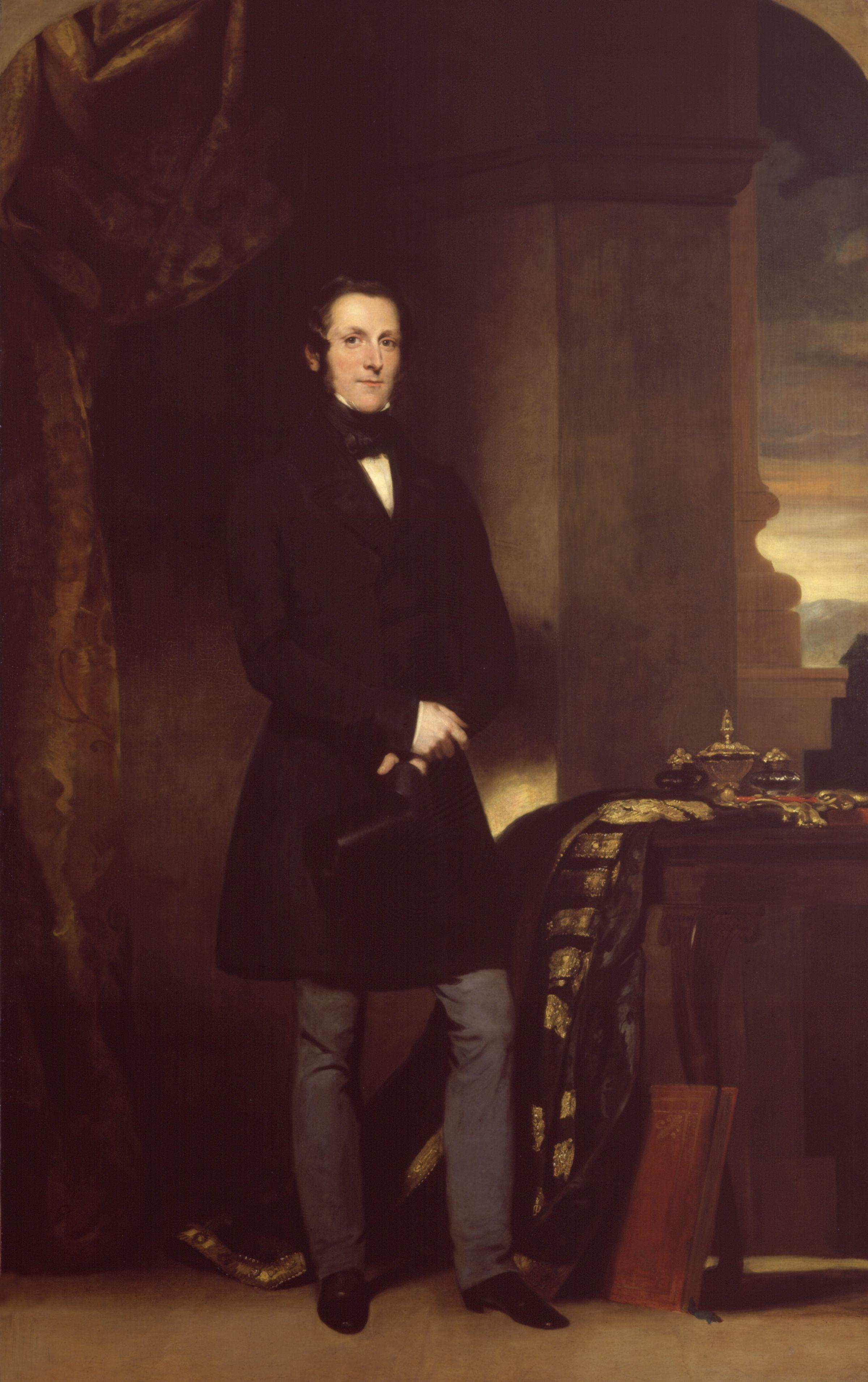
Lord Dalhousie, le gouverneur général des Indes de 1848 à 1856 qui mit en place la doctrine de préemption.
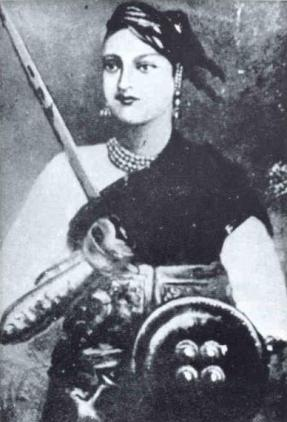
Lakshmî Bâî, Rânî de Jhânsi, l'un des principaux chefs de la révolte qui avait perdu son royaume du fait de la doctrine de préemption.
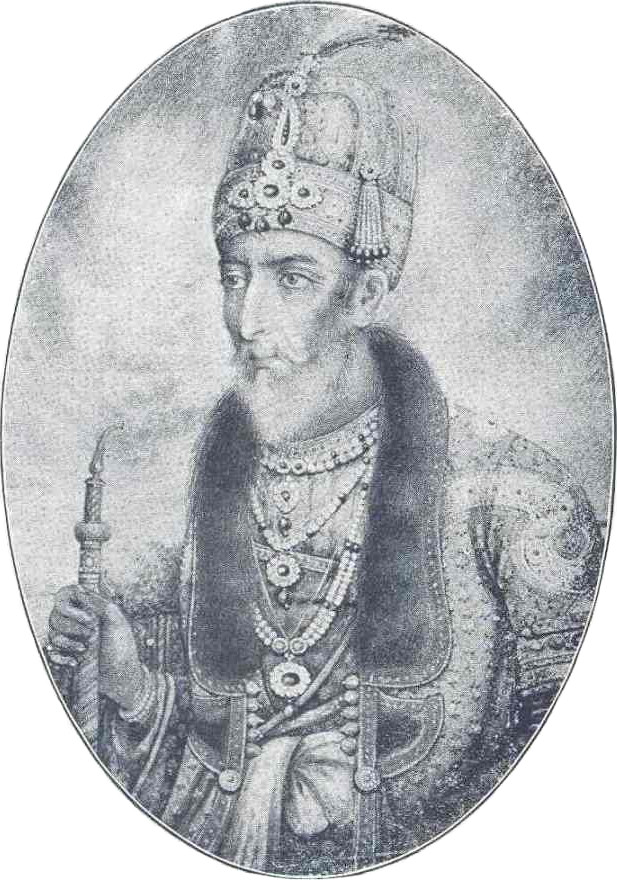
Muhammad Bahâdur Shâh, le dernier empereur moghol. Il fut couronné empereur d'Inde par les cipayes puis déposé par les Britanniques qui l'exilèrent en Birmanie.

La vieille aristocratie, qui voyait son pouvoir s'éroder, forma le noyau dur de la résistance. Avec la doctrine de préemption, selon laquelle les terres d'un seigneur féodal devenaient la possession de la Compagnie s'il n'avait pas d'héritier mâle légitime et non adopté, la Compagnie avait annexé de nombreux États. L'adoption d'un héritier par un propriétaire terrien sans enfants faisait partie des coutumes indiennes, mais la Compagnie ignora cette tradition. La noblesse, les propriétaires féodaux et les armées royales se retrouvèrent sans emploi et humiliés par l'expansionnisme britannique.
Les joyaux de la famille royale de Nagpur furent par exemple vendus aux enchères à Calcutta, ce qui fut considéré comme un profond manque de respect par l'aristocratie indienne. Lord Dalhousie, le gouverneur général de l'Inde, avait demandé à l'empereur moghol Muhammad Bahâdur Shâh et à ses héritiers de quitter le Fort rouge, le palais de Delhi. Par la suite, son successeur Lord Canning annonça que les successeurs de Bahâdur Shâh ne seraient même pas autorisés à porter le titre de « roi ».

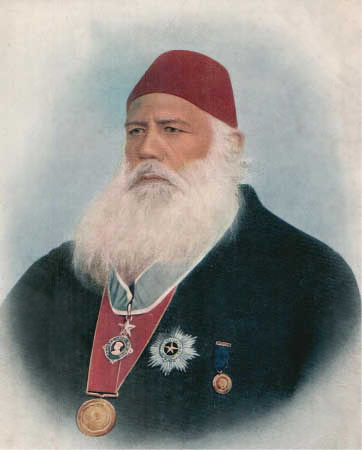
Syed Ahmad Khan, fondateur de l'université d'Aligarh, écrivit l'un des premiers essais sur la révolte, The Causes of the Indian Mutiny, en 1859.

Le système judiciaire était considéré comme profondément injuste par les Indiens. Ainsi, le rapport officiel East India (Torture) 1855-1857, présenté devant la Chambre des communes en 1857, révélait que les officiers de la Compagnie pouvaient multiplier les appels s'ils étaient reconnus coupables de brutalité ou de crimes envers les Indiens.

### L'armée du Bengale
Chacune des trois « Présidences » créées par la Compagnie pour gérer l'Inde possédait sa propre armée. Celle de la présidence du Bengale était la plus grande. À la différence des deux autres, elle recrutait massivement parmi les hindous des hautes castes (et les musulmans aisés). Les musulmans formaient un large pourcentage des unités irrégulières de l'armée du Bengale (en), tandis que les hindous se retrouvaient principalement dans les unités régulières. Les cipayes étaient donc plus concernés par les inquiétudes des membres de la société traditionnelle indienne. Dans les premières années de la domination de la Compagnie, celle-ci tolérait et encourageait même les privilèges et les traditions au sein de l'armée du Bengale, qui recrutait ses soldats réguliers presque exclusivement parmi les Brahmanes et les Rajputs propriétaires terriens des régions du Bihar et de l'Awadh. Ces soldats s'appelaient Purbiyas. Lorsque ces coutumes et privilèges furent menacés par la modernisation des régimes de Calcutta, à partir des années 1840, les cipayes s'étaient habitués à un statut rituel très élevé et étaient extrêmement sensibles aux suggestions selon lesquelles leur caste pourrait être polluée.
Les cipayes devinrent également mécontents de nombreux aspects de la vie militaire. Leur paye était relativement faible et après l'annexion de l'Awadh et du Pendjab, les soldats ne recevaient plus de primes (batta ou bhatta) pour leurs services dans ces régions, car celles-ci n'étaient plus considérées comme des « missions à l'étranger ». Les jeunes officiers européens étaient de moins en moins appréciés par leurs soldats, qu'ils traitaient souvent avec manque de respect et racisme. De plus, des officiers évangéliques de l'armée de la Compagnie avaient entrepris de prêcher auprès des cipayes pour les convertir au christianisme. En 1856, la Compagnie introduisit une nouvelle loi sur l'enrôlement qui permettait en théorie d'envoyer les unités de l'armée du Bengale combattre à l'extérieur de l'Inde. Bien que cette décision ne s'appliquât qu'aux nouvelles recrues, les cipayes craignaient qu'elle ne devienne rétroactive et qu'ils soient contraints de voyager par mer, ce qui leur aurait fait perdre leur statut de caste (voir Kala pani).

## Déclenchement de la révolte

### Mangal Pandey

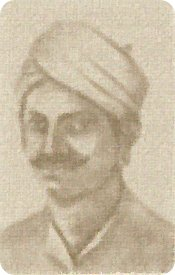
Mangal Pandey.

Le 29 mars 1857, à Barrackpore près de Calcutta, Mangal Pandey, âgé de 29 ans et soldat du 34e régiment d'infanterie du Bengale, s'insurgea contre les récentes actions de la Compagnie et se rendit sur le terrain de parade pour inciter les autres soldats à se mutiner. Lorsque le lieutenant Baugh vint sur place pour s'informer sur la mutinerie, Pandey lui tira dessus mais toucha son cheval. Le général John Hearsey se rendit alors sur le terrain et avança par la suite que Mangal Pandey se trouvait dans une sorte de « frénésie religieuse ». Il ordonna à un groupe de cinq cipayes de l'arrêter, mais ceux-ci refusèrent,.
Après avoir échoué à inciter ses camarades à le rejoindre dans une mutinerie, Mangal Pandey tenta de se suicider en plaçant son mousquet contre sa poitrine et en actionnant la détente avec son orteil. Il ne fit que se blesser et fut jugé devant une cour martiale le 6 avril et pendu deux jours plus tard. Le régiment entier fut dissous, ce qui fut considéré comme très dur et très injuste par les autres unités.

### Avril 1857
Au cours du mois d'avril, il y eut des émeutes à Âgrâ, Allahabad et Ambala. À Ambala, qui abritait un large cantonnement militaire, où plusieurs unités avaient été rassemblées pour l'entraînement annuel au tir, il devint clair pour le commandant en chef de l'armée du Bengale, le général Anson, que des incidents liés à la graisse des cartouches allaient apparaître. En dépit des objections du gouverneur général, il annula l'entraînement au mousquet et mit en place un nouvel entraînement, où les soldats devaient ouvrir les cartouches avec les doigts, au lieu de leurs dents. Cependant, il ne fit pas de cet entraînement l'entraînement standard dans toute l'armée du Bengale, et, au lieu de rester à Ambala pour calmer ou réprimer les troubles potentiels, il partit pour Simla, la paisible « station de montagne » où de nombreux officiers supérieurs passaient l'été.
S'il n'y eut pas de révolte importante à Ambala, les incendies criminels se multiplièrent à la fin du mois d'avril. Les bâtiments des casernes (principalement celles abritant les soldats utilisant les cartouches Enfield) et les logements des officiers européens furent particulièrement visés.

### Meerut et Delhi

#### Meerut
Meerut était un autre grand cantonnement militaire. 2 357 cipayes indiens, 2 038 soldats britanniques et 12 canons y étaient stationnés. La ville était également celle avec la plus grande concentration de troupes britanniques en Inde.
Même si l'état d'agitation au sein de l'armée du Bengale était connue, le dur colonel George Carmichael-Smyth du 3e régiment de cavalerie légère du Bengale ordonna le 24 avril à 90 de ses hommes de réaliser une parade et des exercices de tir. Tous, à l'exception de cinq hommes, refusèrent les cartouches Enfield et ils furent jugés le 9 mai par une cour martiale et condamnés à 10 ans de travaux forcés. Onze soldats parmi les plus jeunes furent condamnés à cinq ans d'emprisonnement. L'ensemble de la garnison dut être présente lorsque les condamnés furent dégradés et enchaînés. Alors qu'ils marchaient vers la prison, les soldats admonestèrent leurs camarades qui ne les avaient pas soutenus.
Le lendemain était un dimanche, et quelques soldats indiens avertirent les officiers européens en repos qu'une action en force allait être menée pour libérer les soldats emprisonnés, mais les officiers supérieurs ne prirent aucune décision. La ville de Meerut était au bord de l'insurrection avec de violentes manifestations près du bazar, et plusieurs bâtiments furent incendiés. Dans la soirée, la plupart des officiers se préparaient à aller à l'église tandis que les soldats européens étaient en repos.
Les troupes indiennes, menées par le 3e régiment de cavalerie légère du Bengale, déclenchèrent le soulèvement. Les officiers européens qui tentèrent d'apaiser la révolte furent tués par leurs propres hommes. Les quartiers des occidentaux furent également attaqués, tandis que les soldats (de repos) dans le bazar furent tués par la foule. Environ 50 civils indiens (principalement des serviteurs des officiers occidentaux et des convertis au christianisme) furent également tués par les cipayes.

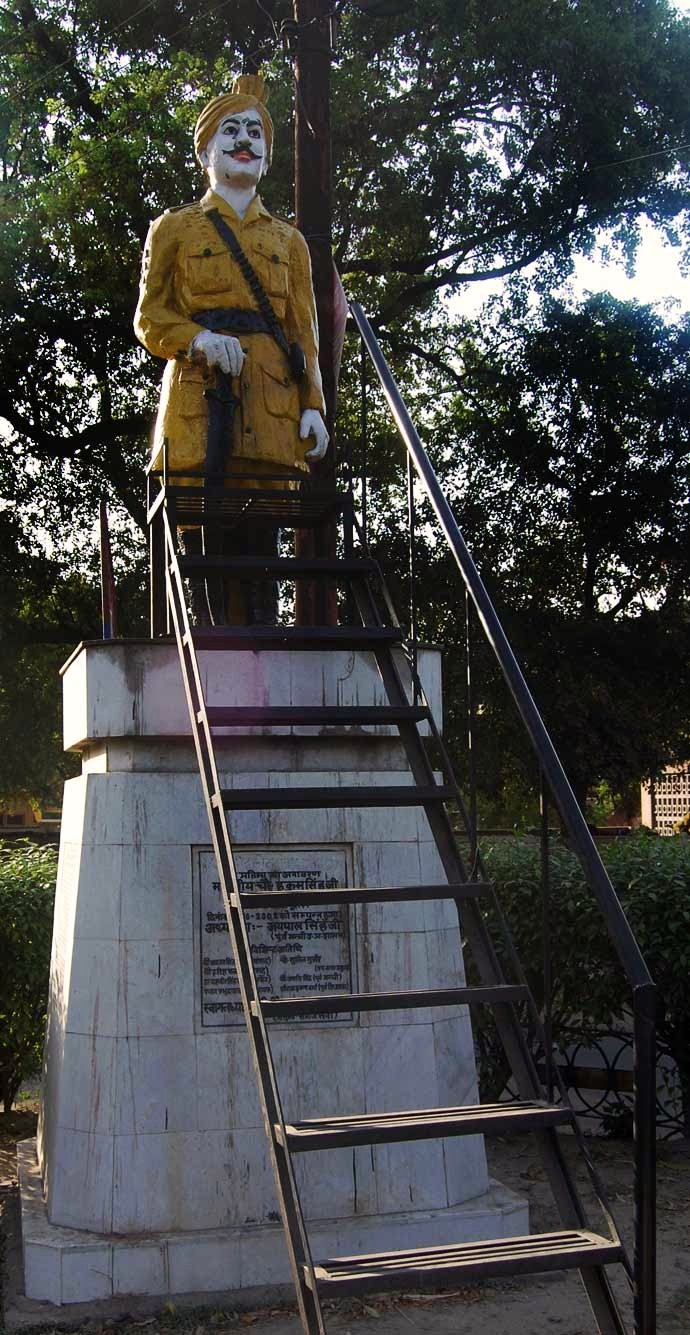
Kotwal Dhan Singh Gurjar.

Dans la ville de Meerut, le Kotwal (gardien du fort) Dhan Singh Gurjar ouvrit les portes de la prison. Un total de 50 occidentaux (dont des femmes et des enfants) furent tués à Meerut par les cipayes et la foule le soir du 10 mai. Les cipayes libérèrent les 85 soldats prisonniers, ainsi que 800 autres prisonniers.
Certains cipayes (essentiellement issus du 1er régiment d'infanterie du Bengale) escortèrent les officiers britanniques les plus respectés et leurs familles en lieu sûr, avant de rejoindre la révolte. D'autres officiers s'échappèrent vers Rampur, où ils furent accueillis par le Nawab.
Les officiers supérieurs de la Compagnie, en particulier le major général Hewitt (alors âgé de 70 ans et malade), furent lents à réagir. Les troupes britanniques se mobilisèrent, mais elles ne reçurent aucun ordre et restèrent juste pour garder le quartier général et les armureries. Le matin suivant, lorsqu'elles arrivèrent à Meerut, la ville était calme et les rebelles étaient partis en direction de Delhi.
L'historien britannique Philip Mason note qu'il était évident que la plupart des cipayes de Meerut allaient partir pour Delhi dans la nuit du 10 mai. Delhi était une ville puissamment fortifiée, à seulement 60 km. C'était également l'ancienne capitale et la résidence de l'empereur moghol d'alors. De plus, il n'y avait pas là-bas de garnison britannique, contrairement à Meerut.

#### Delhi
Dans la matinée du 11 mai, les premiers éléments du 3e régiment de cavalerie atteignirent Delhi. Ils appelèrent le roi à les rejoindre. Bahadur Shah ne fit rien à ce moment, mais d'autres furent plus rapides à rejoindre le soulèvement. Les cipayes, menés par Chaudhry Daya Ram, détruisirent la résidence du représentant britannique Theophilus Metcalfe,[réf. non conforme]. Les Européens et les Indiens convertis furent tués par les cipayes et les émeutiers.

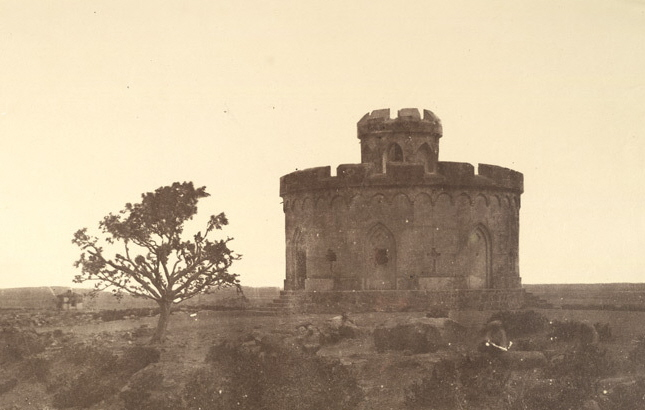
La Flagstaff Tower de Delhi où les survivants européens de la révolte se rassemblèrent le 11 mai 1857. Photographie de Felice Beato.

Il y avait trois bataillons d'infanterie du Bengale, stationnés dans ou à proximité de la ville. Certains détachements rejoignirent rapidement la révolte, tandis que d'autres restèrent à l'écart, mais ils refusèrent d'attaquer les rebelles. Dans l'après-midi, une puissante explosion eut lieu et elle fut ressentie à plusieurs kilomètres.
Craignant que l'arsenal, qui contenait un large stock d'armes et de munitions, ne tombe aux mains des rebelles, les neuf officiers britanniques présents ouvrirent le feu sur leurs propres hommes. Lorsque la résistance devint sans espoir, ils firent sauter l'arsenal. Six des neuf officiers survécurent à l'explosion, mais celle-ci fit de très nombreuses victimes dans les rues et les maisons alentour. Cet événement acheva de convaincre les cipayes les plus réticents, stationnés autour de la ville. Quelques armes purent cependant être récupérées dans les ruines de l'arsenal et un magasin à 3 km à l'extérieur de Delhi contenant 3 000 barils de poudre fut pris sans résistance.
De nombreux fugitifs européens civils et militaires se regroupèrent à la Flagstaff Tower au nord de Delhi et envoyèrent des télégrammes décrivant la situation aux autres bases britanniques. Lorsqu'il devint évident que l'aide attendue de Meerut ne viendrait pas, ils se mirent en marche vers Karnal. Certains furent aidés par les villageois, mais d'autres furent volés ou tués.
Le jour suivant, Bahadur Shah tint sa première réunion officielle depuis plusieurs années, à laquelle assistèrent de nombreux cipayes excités. L'empereur moghol s'inquiétait de la tournure des événements, mais il accepta finalement de donner son soutien à la révolte. Le 16 mai, environ 50 Européens auraient été exécutés par les serviteurs du roi sous un figuier, dans une cour à l'extérieur du palais,.

## Soutien et opposition

Les États indiens durant la révolte.

Les nouvelles des événements à Delhi se propagèrent rapidement et entraînèrent des émeutes dans de nombreux districts. Dans de nombreux cas, le comportement des autorités civiles et militaires britanniques aggrava la situation. Apprenant la chute de Delhi par télégraphe, de nombreux administrateurs de la Compagnie fuirent et se hâtèrent vers des lieux sûrs. À Âgrâ, à 260 km de Delhi, près de 6 000 non-combattants convergèrent vers le fort de la ville. Leur fuite précipita le soulèvement dans les zones désertées, tandis que ceux qui restèrent sur place ne purent rien faire pour enrayer l'évolution des choses.
Les autorités militaires réagirent de manière désordonnée. Certains officiers gardaient confiance dans leurs cipayes, mais d'autres tentèrent de les désarmer, pour prévenir toute potentielle mutinerie. À Benarès et à Allahabad, les désarmements furent mal conduits, sans respect, et entraînèrent des révoltes locales. En dépit de la taille grandissante du soulèvement, les rebelles manquaient eux aussi d'unité. Tandis que Muhammad Bahâdur Shâh voulait monter sur le trône impérial, d'autres factions préféraient voir des dirigeants marathes gouverner et les Awadhis voulaient conserver une autonomie locale.
Il y eut des appels au jihad lancés par des chefs musulmans comme Maulana Fazl-e-Haq Khairabadi ou le millénariste Ahmedullah Shah, ce qui poussa les Britanniques à croire que les musulmans étaient la faction dominante dans la révolte. L'empereur moghol Bahadur Shah résista à ces appels, car il craignait une violence inter-communautaire. À Awadh, les musulmans sunnites ne voulaient pas voir un retour de la domination chiite et refusèrent de rejoindre ce qu'ils percevaient comme une rébellion chiite. Cependant, certains musulmans comme l'Aga Khan restèrent fidèles aux Britanniques. Ces derniers le récompensèrent en reconnaissant formellement son titre.
Les sikhs et les pachtounes du Pendjab et de la province de la Frontière-du-Nord-Ouest soutinrent les Britanniques et les aidèrent à reprendre Delhi,. Certains historiens ont avancé l'hypothèse que les sikhs voulaient se venger de l'annexion du Pendjab huit ans auparavant, menée par la Compagnie et les Purabias (« orientaux ») comme les biharis et ceux des provinces d'Âgrâ et Oudh, qui formaient le gros des armées de la Compagnie lors des première et seconde guerres anglo-sikhes.
En 1857, l'armée du Bengale comptait 86 000 hommes dont 12 000 Européens, 16 000 sikhs et 1 500 Gurkhas, sur un total de 311 000 Indiens, 40 160 Européens et 5 362 officiers pour l'ensemble de l'Inde. 54 des 75 régiments réguliers de l'armée du Bengale se rebellèrent, même si certains furent immédiatement battus. Les 21 régiments restants furent dissous pour prévenir une possible mutinerie. Au total, seuls 12 des régiments d'infanterie du Bengale survécurent et furent incorporés dans la nouvelle armée indienne. Les 10 régiments de la cavalerie légère du Bengale se mutinèrent.
L'armée du Bengale comprenait également 29 régiments irréguliers de cavalerie et 42 d'infanterie. Ceux-ci étaient principalement formés par des hommes de l'État récemment annexé d'Awadh, et ils se mutinèrent en masse. Un autre large contingent de Gwalior se souleva également, même si les dirigeants de l'État restèrent aux côtés des Britanniques. Les autres unités irrégulières étaient composées de soldats provenant d'horizons différents, et ils étaient moins affectés par l'agitation de la société indienne.
Les Gurkhas, les sikhs et les irréguliers du Pendjab, récemment annexés, restèrent largement fidèles aux Britanniques,.
Le 1er avril 1858, le nombre de soldats indiens fidèles à la Compagnie dans l'armée du Bengale s'élevait à 80 053,. Ce chiffre incluait un grand nombre de soldats hâtivement mobilisés dans le Pendjab et la Province de la Frontière-du-Nord-Ouest, après le déclenchement de l'insurrection.
Dans l'armée de Bombay, il n'y eut que trois mutineries sur ses 29 régiments tandis que l'armée de Madras ne vit aucune mutinerie, même si certains de ses 52 régiments refusèrent de servir dans le Bengale. De même, la plus grande partie du sud de l'Inde resta calme et ne connut que quelques incidents sporadiques. La plupart des États ne prirent pas part au conflit, car de nombreux États de la région étaient gouvernés par les Nizams d'Hyderabad (en) ou par la monarchie de Mysore et n'étaient donc pas directement sous la domination britannique.

## Opérations militaires

### Premiers affrontements
Bahadur Shah Zafar se proclama Empereur de la totalité de l'Inde. La plupart des rapports contemporains et modernes suggèrent qu'il avait été forcé par les cipayes et ses courtisans à signer la proclamation contre son gré. Les civils, la noblesse et les autres dignitaires prêtèrent serment à l'empereur. Ce dernier fit frapper des pièces à son effigie. Cependant, cette déclaration poussa les sikhs à l'écart de la rébellion, car ils ne voulaient surtout pas revenir sous une domination musulmane, qu'ils avaient eux-mêmes combattue lors de nombreuses guerres contre l'Empire moghol.
Au départ, les soldats indiens furent capables de repousser les troupes de la Compagnie et capturèrent plusieurs grandes villes dans l'Haryana, le Bihar, les provinces centrales et dans l'Awadh. Lorsque les troupes européennes furent renforcées et purent contrattaquer, les cipayes étaient handicapés par le manque de commandement centralisé. Même si certains leaders comme Bakht Khan (que l'empereur nomma au poste de commandement en chef après que son fils Mirza Mughal se fut révélé impuissant) émergèrent, ils durent souvent chercher l'appui des princes et des rajas. Certains se révélèrent des commandants doués, mais d'autres se montrèrent égoïstes ou ineptes.
Dans le nord de l'actuel Uttar Pradesh près de Meerut, les Gurjars se révoltèrent sous l'influence de Choudhari Kadam Singh (Kuddum Singh) et expulsèrent les forces de la Compagnie. Kadam Singh mena une armée comprenant entre 2 000 et 10 000 hommes et s'empara de Bulandshahr et Bijnor,. Certaines sources rapportent que presque tous les villages gurjars, dans la zone comprise entre Meerut et Delhi, participèrent à la révolte. Il faudra attendre la fin du mois du juillet pour que la Compagnie, aidée par les Jats, parvienne à reprendre le contrôle de la région. L'Imperial Gazetteer of India, l'un des ouvrages de référence sur l'histoire indienne, avance que tout au long de la révolte, les Gurjars et les Ranghars (Rajputs musulmans) furent les « ennemis les plus irréconciliables » des Britanniques dans la zone.
Durant cette période, Nizamuddin était un érudit renommé et mufti de Rewari. Il lança une fatwa contre les forces britanniques et appela la population locale à soutenir les forces de Rao Tula Ram. De nombreuses personnes furent tuées lors du combat à Narnaul. Après la défaite de Rao Tula Ram le 16 novembre 1857, Nizamuddin fut arrêté à Rewari, tandis que son frère et son beau-frère furent arrêtés à Tijara. Ils furent emmenés à Delhi et pendus.

### Siège de Delhi
Les Britanniques furent initialement très lents à réagir. Il fallut en effet plusieurs mois aux troupes, basées en Grande-Bretagne, pour rejoindre l'Inde par la mer, même si certains régiments furent rapatriés de Perse où ils se trouvaient, après la guerre de Crimée, et d'autres, déjà en route vers la Chine, furent déroutés vers l'Inde. De plus, les troupes européennes eurent des difficultés à se mettre en ordre de marche et formèrent finalement deux colonnes vers Meerut et Shimla. Ils avancèrent lentement vers Delhi et combattirent, tuèrent et pendirent de nombreux insurgés sur le chemin. Deux mois après le déclenchement de la révolte, les deux colonnes se rejoignirent près de Karnal. Les forces combinées (qui incluaient deux bataillons de gurkhas servant sous contrat dans l'armée du Bengale) affrontèrent l'armée principale des rebelles à Badli-ke-Serai (en), et les repoussèrent vers Delhi.
La Compagnie établit une base sur la crête nord de Delhi et le siège de Delhi commença. Le siège dura trois mois, du 1er juillet au 21 septembre. Cependant, l'encerclement n'était pas complet, et durant la plus grande partie du siège, les forces de la Compagnie étaient inférieures en nombre et il apparaissait souvent que c'était les troupes de la Compagnie, et non Delhi, qui étaient assiégées. Durant plusieurs semaines, les maladies, la fatigue et les sorties continuelles des rebelles manquèrent de repousser les forces de la Compagnie, mais le soulèvement du Pendjab fut évité de justesse, et les troupes britanniques de la zone, commandées par John Nicholson, furent redéployées pour assiéger Delhi le 14 août,. Le 30 août, les rebelles proposèrent de se rendre, mais leurs conditions ne furent pas acceptées par les Britanniques.

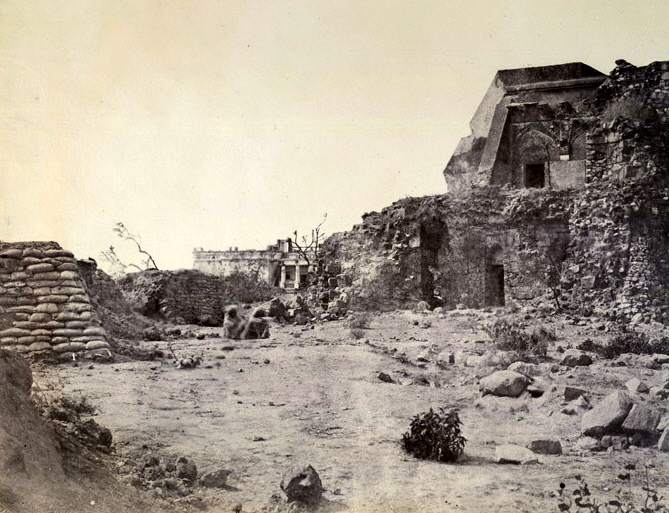
L'observatoire de Yantra Mandir en 1858 fut endommagé par les combats.
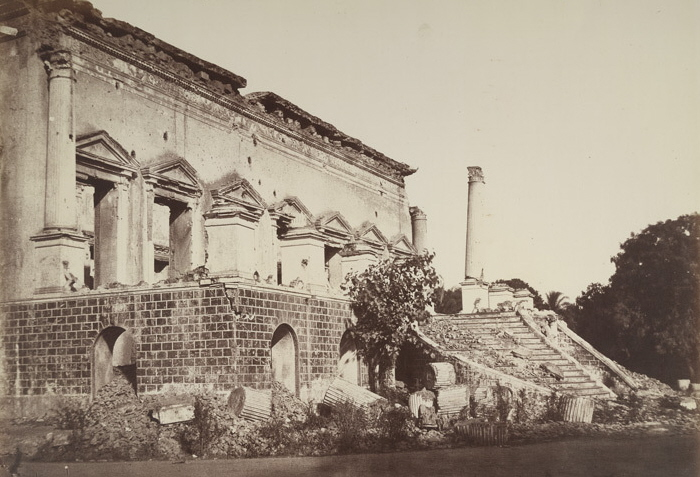
La banque de Delhi fut endommagée par les tirs de mortiers.

L'artillerie lourde n'arriva que le 7 septembre, mais les canons ouvrirent le feu immédiatement, et ils percèrent des brèches dans les murs. Une tentative pour s'engouffrer dans la ville à travers les brèches fut lancée le 14 septembre. Les attaquants réussirent à franchir les murailles au prix de lourdes pertes, dont John Nicholson. Le commandant britannique voulut se retirer, mais il en fut dissuadé par ses officiers subalternes. Après une semaine de combat urbain, les Britanniques atteignirent le Fort Rouge. Bahâdur Shâh s'était déjà échappé vers la tombe de Humayun.

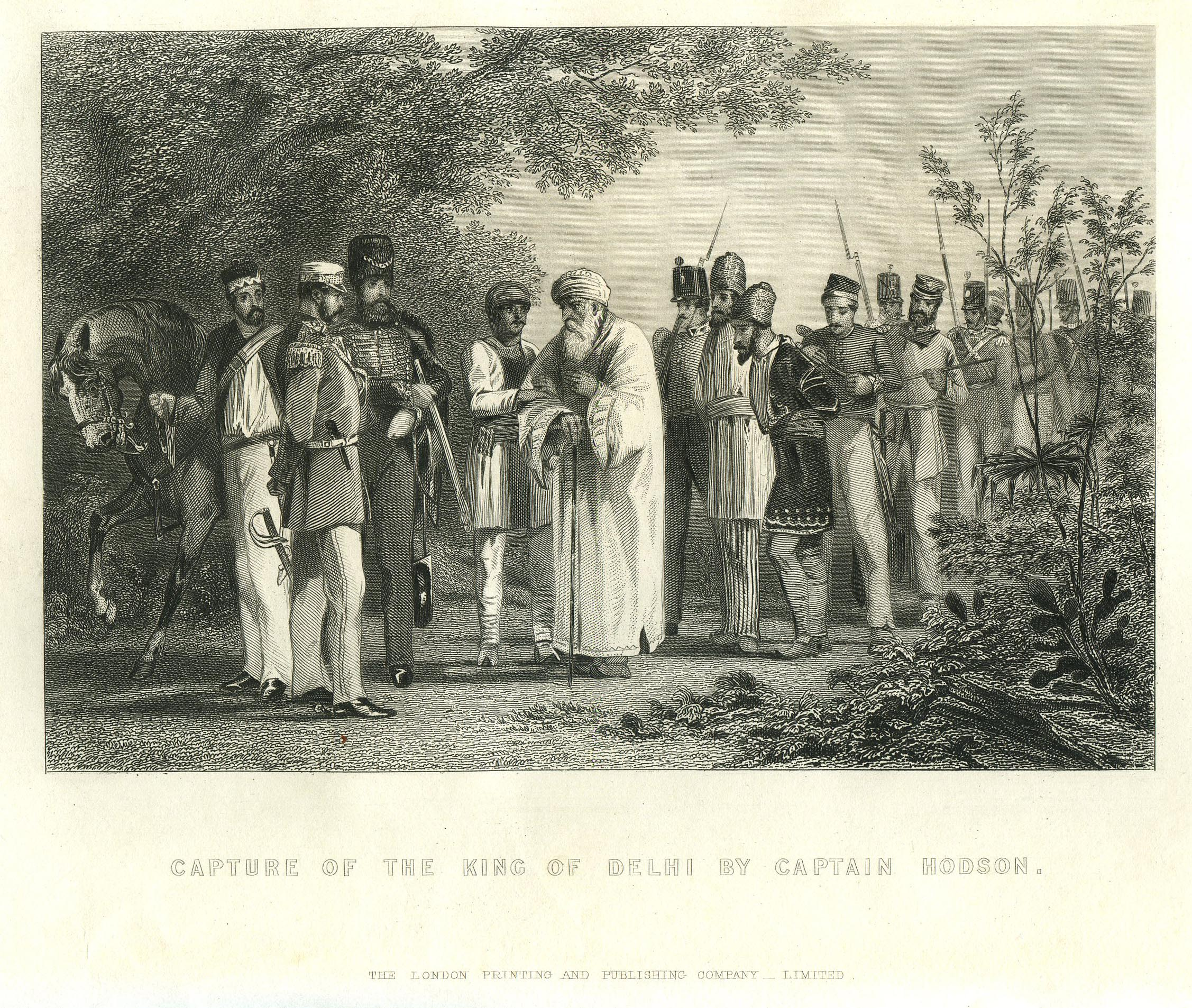
Capture de Muhammad Bahâdur Shâh par William Hodson près de la tombe de Humayun le 20 septembre 1857.

Les troupes de la Compagnie pillèrent la ville et un grand nombre de civils furent tués, en représailles pour la mort des Européens, quelques mois plus tôt. Au cours des combats de rue, l'artillerie avait été positionnée dans la grande mosquée de la ville et les quartiers alentour furent bombardés. Ceux-ci incluaient les maisons de la noblesse musulmane de toute l'Inde et ils contenaient des trésors artistiques, littéraires et culturels inestimables, qui furent détruits. Les Britanniques arrêtèrent Bahâdur Shâh le 20 septembre, et les jours suivants l'officier William Hodson exécuta ses fils à Khooni Darwaza (en).
Peu après la chute de Delhi, les assaillants victorieux organisèrent une colonne de renfort, pour soutenir les autres sièges d'Âgrâ et de Cawnpore. Cela permit à la Compagnie de réaliser une ligne de communication, quoique ténue, entre l'est et l'ouest de l'Inde.

### Cawnpore (Kanpur)

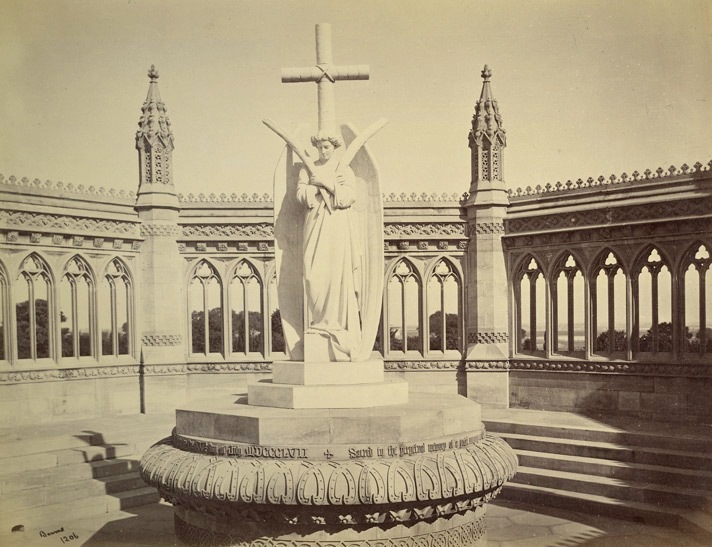
Un mémorial érigé vers 1860 par les Britanniques après la mutinerie à Bibirarh. Après l'indépendance de l'Inde, la statue fut déplacée vers l'église de la mémoire, 1860.

En juin, les cipayes du général Wheeler à Cawnpore (actuel Kanpur) se mutinèrent et attaquèrent les retranchements européens. Wheeler n'était pas un vétéran ou un soldat respecté, mais il s'était marié avec une Indienne issue d'une haute caste. Il comptait sur son prestige et sur des relations cordiales avec Nânâ Sâhib pour étouffer la révolte, et il ne prit pas beaucoup de mesures pour préparer les défenses, ni même ne pensa à stocker les munitions et le ravitaillement.
Les assiégés résistèrent durant trois semaines, avec de lourdes pertes. Le 25 juin, Nânâ Sâhib proposa d'ouvrir un corridor pour évacuer les Britanniques vers Allahabad. Avec moins de trois jours de ravitaillement en stock, les Britanniques acceptèrent, à la condition de pouvoir conserver leurs armes, et que l'évacuation se déroule de jour le matin du 27 juin (Nânâ Sâhib voulait que l'évacuation ait lieu durant la nuit du 26). Au matin du 27, les Européens quittèrent leurs retranchements et avancèrent vers la rivière, où des bateaux attendaient pour les emmener à Allahabad. Plusieurs cipayes restés fidèles à la Compagnie furent enlevés par les mutins et tués, soit pour leur loyauté soit car « ils étaient devenus chrétiens ». Quelques officiers britanniques blessés, à la traîne derrière la colonne, furent tués.
Après que les Européens furent arrivés aux docks, encerclés par les cipayes positionnés sur les deux rives du Gange, le feu se déclencha sur les navires qui furent abandonnés par leurs équipages. Dans la confusion qui éclata, des coups de feu furent tirés, ce qui déclencha le massacre. Vers la fin de la journée, la cavalerie rebelle patrouillait dans le fleuve pour achever les survivants. Les survivants furent rassemblés et les hommes exécutés. À la fin du massacre, tous les hommes européens avaient été tués, tandis que les femmes et les enfants furent pris en otage. Seuls quatre hommes s'échappèrent de Cawnpore sur l'un des navires, deux premières classes (qui moururent plus tard lors de la révolte), un lieutenant et le capitaine Mobray Thomson qui écrivit un livre sur son expérience sous le titre de The Story of Cawnpore (1859).
Que le feu ait été accidentel ou volontaire reste un sujet de discorde. La plupart des historiens s'accordent pour penser qu'il avait été planifié soit par Nânâ Sâhib (Kaye et Malleson) soit par Tatya Tope (en), un de ses subalternes, sans l'accord de Nânâ Sâhib (Forrest). En effet, la vitesse avec laquelle Nânâ Sâhib a accepté les conditions des Britanniques et la puissance de feu déployée autour du débarcadère bien supérieure à ce qui était nécessaire pour garder les Européens semblent jouer en faveur d'un massacre planifié. Durant son procès, Tatya Tope récusa l'idée d'un quelconque plan et décrivit l'incident dans ces termes : Les Européens avaient déjà embarqué dans les navires et lui (Tatya Tope) avait levé la main droite pour annoncer leur départ. Au même moment, quelqu'un dans la foule lança un coup de clairon qui provoqua du désordre et dans le chaos grandissant, les marins quittèrent les navires. Les rebelles commencèrent alors à tirer sans distinction. Nânâ Sâhib, qui était resté au Savada Kothi (bungalow) à proximité, fut informé de la situation et ordonna immédiatement d'y mettre un terme. Certaines sources avancent que cela aurait pu être le résultat d'un accident ou d'une erreur : quelqu'un tira un coup de feu volontairement ou accidentellement, les Britanniques paniqués ouvrirent le feu et il devint impossible d'arrêter le carnage.
Les femmes et les enfants survivants furent emmenés par Nânâ Sâhib qui les confina dans le Savada Kothi, puis dans la maison du magistrat local (le Bibigarh) où ils furent rejoints par les réfugiés de Fatehgarh. En tout, cinq hommes et 206 femmes et enfants furent enfermés dans le Bibigarh durant deux semaines. En une semaine, 25 d'entre eux étaient morts, du fait de la dysenterie et du choléra. Dans le même temps, une force de secours de la Compagnie avait progressé vers Allahabad et battit les Indiens.
Le 15 juillet, lorsqu'il devint évident que Cawnpore ne pourrait pas tenir, Nânâ Sâhib et les autres chefs rebelles décidèrent d'exécuter les otages. Les cipayes refusèrent de réaliser ce crime. Alors, deux bouchers musulmans, deux paysans hindous et l'un des gardes du corps de Nânâ Sâhib furent envoyés dans le Bibigarh. Armés de couteaux et de machettes, ils tuèrent tous les prisonniers. Les cadavres furent ensuite jetés dans un puits et quand ce dernier fut rempli, les autres corps furent jetés dans le Gange.

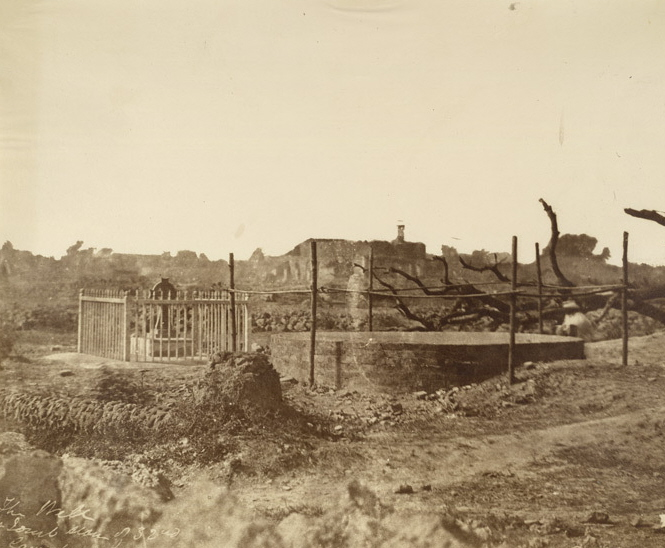
Le puits où les cadavres des femmes et des enfants européens furent découverts, 1860.

Les historiens ont avancé de multiples raisons pour expliquer cet acte de sauvagerie. Certains leaders ont pu penser que les troupes de la Compagnie avanceraient plus lentement s'il n'y avait plus d'otages à libérer. Ils souhaitaient peut-être ne laisser aucun témoin derrière eux après la chute de Cawnpore. D'autres historiens ont suggéré que les meurtres étaient une manœuvre pour saper les relations entre Nânâ Sâhib et les Britanniques.
Le meurtre des femmes et des enfants se révéla être une grave erreur. L'opinion britannique fut horrifiée et les cipayes perdirent beaucoup de leurs partisans. Cawnpore devint le cri de guerre des soldats britanniques et de leurs alliés pour le reste du conflit. Nânâ Sâhib disparut vers la fin de la révolte, et ce qui lui est arrivé resta mystérieux.
Selon d'autres rapports britanniques,,, des mesures de punitions indiscriminées furent prises au début du mois de juin, soit deux semaines avant le massacre à Bibigarh (mais après ceux de Meerut et de Delhi) par le lieutenant-colonel James George Smith Neill (en) des fusiliers de Madras (une unité européenne) lors de son avancée vers Cawnpore. Près de la ville de Fatehpur, une foule avait attaqué et tué les Européens. Sur ce prétexte, Neill ordonna que tous les villages aux abords de la Grand Trunk Road soient brûlés et leurs habitants pendus. Les méthodes de Neill étaient « sans pitié et horribles » et, au lieu d'intimider les populations, elles auraient pu convaincre les cipayes indécis à se révolter.
Neill fut tué lors d'un affrontement à Lucknow le 26 septembre et ne fut jamais tenu de rendre des comptes sur ses actions punitives. Au contraire, la presse et les rapports de l'époque le portent aux nues, tout comme ses « vaillants calots bleus ». Contrastant avec les actions des soldats de Neill, le comportement de la plupart des rebelles fut honorable : « Nos croyances ne nous permettent pas de tuer un prisonnier ligoté », déclara un cipaye rebelle, « même si nous pouvons tuer notre ennemi dans la bataille ».
Lorsque les Britanniques reprirent Cawnpore, les soldats conduisirent les cipayes prisonniers au Bibigarh et les forcèrent à lécher les taches de sang sur le mur et le sol. Puis ils pendirent ou exécutèrent au canon (la punition traditionnelle moghole, réservée aux mutins) la majorité des cipayes prisonniers. Bien que certains aient avancé que les cipayes n'avaient pas participé au massacre, ils ne firent rien pour l'empêcher.

### Lucknow

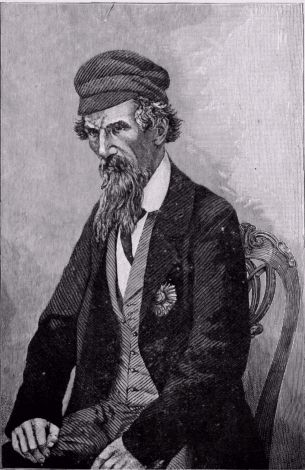
Sir Henry Montgomery Lawrence, le chef commissaire d'Oudh qui mourut durant le siège de Lucknow.

Le Secundra Bagh à Lucknow après le massacre de plusieurs centaines de cipayes par les Britanniques.

L'État d'Oudh (actuel Uttar Pradesh), qui avait été annexé un an auparavant, entra en rébellion peu après les événements de Meerut. Le commissaire britannique à Lucknow, Sir Henry Lawrence, avait eu suffisamment de temps pour pouvoir fortifier ses positions, à l'intérieur du quartier résidentiel. Les forces de la Compagnie comptaient 1 700 hommes, dont des cipayes loyaux. Les assauts rebelles restèrent infructueux et ils commencèrent à bombarder le quartier avec de l'artillerie. Lawrence fut l'une des premières victimes. Les rebelles tentèrent également d'ouvrir une brèche dans les fortifications avec des explosifs et de franchir celles-ci au moyen de tunnels souterrains, qui furent le théâtre de combats au corps à corps.
Après 90 jours de siège, le nombre des assiégés se trouva réduit à 300 cipayes restés fidèles, 350 soldats britanniques et 550 non-combattants. Le 25 septembre, une colonne de secours sous le commandement de Sir Henry Havelock et de Sir James Outram (en théorie son supérieur) progressa de Cawnpore vers Lucknow au cours d'une brève campagne, où les Britanniques, inférieurs en nombre, affrontèrent les forces rebelles au cours de batailles de plus en plus importantes. Cette offensive fut connue sous le nom « The First Relief of Lucknow », car les forces n'étaient pas suffisantes pour débloquer la ville et elle fut forcée de rejoindre la garnison. En octobre, une nouvelle armée, plus importante, sous le commandement de Sir Colin Campbell, fut finalement capable d'évacuer les défenseurs de Lucknow le 18 novembre. L'armée se retira en bon ordre vers Cawnpore où elle empêcha Tantya Tope de reprendre la ville lors de la seconde bataille de Cawnpore.
Plus tôt, en 1857, Campbell avait avancé vers Lucknow avec une grande armée, cette fois pour réprimer la rébellion à Awadh. Il fut soutenu par un large contingent népalais mené par Jang Bahadur avançant depuis le nord. L'avance de Campbell fut lente et méthodique et permit de mettre en déroute une grande armée rebelle désorganisée à Lucknow. Néanmoins, de nombreux rebelles se dispersèrent dans l'État et Campbell fut obligé[réf. nécessaire] de passer l'été et l'automne à éliminer les poches de résistance.

### Jhansi
Jhansi était un État princier du Bundelkhand (ancien territoire à cheval sur les États actuels de l'Uttar Pradesh et du Madhya Pradesh). Lorsque le raja de Jhansi mourut sans héritiers en 1853, l'État fut annexé par le gouverneur général des Indes, en application de la doctrine de préemption. Sa veuve, la rani Lakshmî Bâî, protesta contre la négation des droits de son fils adoptif.
Lorsque la révolte commença, Jhansi devint rapidement l'un des centres de la révolte. Un petit groupe d'officiels de la Compagnie et leurs familles trouvèrent refuge dans le fort de Jhansi et Lakshmî Bâî négocia leur évacuation. Cependant, lorsqu'ils quittèrent le fort, ils furent massacrés par les cipayes, sur lesquels la rani n'avait aucun contrôle. Les Européens la soupçonnèrent alors de complicité, malgré ses démentis répétés.
À la fin du mois de juin 1857, la Compagnie avait perdu le contrôle de la plupart du Bundelkhand et du Rajasthan oriental. Les unités de l'armée du Bengale dans la zone se rebellèrent et prirent part aux batailles de Delhi et de Cawnpore. Les nombreux États princiers de la zone se livrèrent à des attaques sur leurs voisins. En septembre et octobre 1857, la rani défendit avec succès Jhansi contre les armées des États voisins de Datia et d'Orchha.
Le 3 février, Hugh Rose brisa le siège de Saugor, qui durait depuis trois mois. Des milliers de villageois l'accueillirent comme un libérateur les délivrant de l'occupation rebelle. En mars, il progressa vers Jhansi et l'assiéga, et la ville se rendit le 1er juin. Après s'être échappés de la ville, Lakshmî Bâî et un groupe de marathes rebelles capturèrent la ville de Gwalior, jusque-là dirigée par les Sindhia, alliés des Britanniques. Cela relança la révolte mais Rose avança très rapidement vers la ville. La rani mourut le 17 juin, le deuxième jour de siège, probablement abattue par un soldat du 8th (King's Royal Irish) Hussars selon trois sources indiennes. Les forces de la Compagnie reprirent la cité au cours des trois jours suivants.
Dans les descriptions de certains historiens indiens, Lakshmî Bâî est vénérée comme une héroïne et comparée à Jeanne d'Arc.

### Autres régions

#### Pendjab
Le terme de Pendjab utilisé par les Britanniques désigne une vaste division administrative, centrée sur Lahore. Il incluait non seulement les régions du Pendjab de l'actuel Pakistan et de l'Inde, mais également les provinces de la frontière du Nord-Ouest, le long de l'Afghanistan.
La plupart de la région formait l'Empire sikh, gouverné par Ranjît Singh jusqu'à sa mort en 1839. Le royaume avait alors sombré dans le chaos et les différentes factions et l'armée sikhe (Khālsā) luttaient pour le pouvoir à Lahore. Après les deux guerres anglo-sikhes, la région fut annexée par la Compagnie des Indes orientales en 1849. En 1857, la région abritait de nombreux Européens, ainsi qu'un grand nombre de soldats indiens.
Les habitants du Pendjab n'étaient pas aussi favorables aux cipayes que dans le reste de l'Inde, ce qui limita les soulèvements dans le Pendjab à la rébellion de quelques régiments isolés. Dans certaines garnisons comme à Ferozepore, l'indécision des officiers européens permit aux cipayes de se mutiner mais ces derniers quittèrent la région et se dirigèrent principalement vers Delhi. Dans la plus importante garnison, celle de Peshawar près de la frontière afghane, de nombreux officiers subalternes ignorèrent leur commandant nominal (le vieux général Reed) et prirent des actions décisives. Ils interceptèrent le courrier des cipayes, ce qui permit d'empêcher une coordination des mutineries et mirent en place une force d'intervention rapide pour réprimer rapidement les différents lieux du soulèvement. La correspondance interceptée révéla que certains cipayes de Peshawar étaient sur le point de se mutiner. Les quatre régiments d'infanterie du Bengale les plus mécontents furent désarmés par les deux régiments britanniques de la garnison soutenus par l'artillerie le 22 mai. Après cette action décisive, de nombreux chefs locaux choisirent de rejoindre les Britanniques.
Le dernier soulèvement à grande échelle dans le Pendjab eut lieu le 9 juillet lorsqu'une brigade de cipayes à Sialkot se rebella et commença à avancer vers Delhi. Ils furent interceptés par le général John Nicholson avec une force britannique équivalente lorsqu'ils tentèrent de traverser la rivière Ravi. Après des combats intenses mais indécis, les cipayes tentèrent de retraverser la rivière mais furent bloqués sur une île. Trois jours plus tard, Nicholson élimina les 1 100 cipayes prisonniers lors de la bataille de Trimmu Ghat.
Devant le besoin de troupes pour renforcer les forces à Delhi, le commissaire du Pendjab (Sir John Lawrence) suggéra de transférer le contrôle de Peshawar à Dost Mohammed Khan en échange d'un accord de non-agression. Les agents britanniques à Peshawar et les districts adjacents étaient horrifiés du fait du souvenir du massacre d'une colonne britannique en retraite en 1842 par le même Dost Mohammed. Finalement, Lord Canning insista pour que Peshawar reste sous contrôle britannique et Dost Mohammed, dont les relations avec les Britanniques étaient ambiguës depuis 20 ans, resta neutre.
En septembre 1858, Rae Ahmed Nawaz Khan Kharal, chef des kharals, mena une insurrection dans le district de Neeli Bar entre les rivières Sutlej, Ravi et Chenab. Les rebelles occupèrent les jungles de Gogera et remportèrent quelques succès face aux troupes britanniques dans la zone en assiégeant le major Crawford Chamberlain à Sahiwal. Un escadron de cavalerie du Pendjab envoyé par Sir John Lawrence leva le siège. Ahmed Nawaz fut tué mais les insurgés trouvèrent un nouveau chef en la personne de Mir Bahawal Fatwanah qui poursuivit la révolte durant trois mois avant que les troupes gouvernementales ne pénètrent dans la jungle pour détruire les derniers rebelles.

#### Bénarès, Jaunpur et Azamgarh
Les propriétaires terriens rajputs de la région de Jaunpur jouèrent un rôle important dans la révolte. Apprenant les soulèvements anti-britanniques dans les districts voisins de Ghazipur, Azamgarh et Bénarès, les Rajputs s'organisèrent et attaquèrent la Compagnie dans toute la région. Ils coupèrent les communications de la Compagnie le long de la route reliant Vârânasî (Bénarès) à Azamgarh et avancèrent dans l'ancien État de Bénarès.

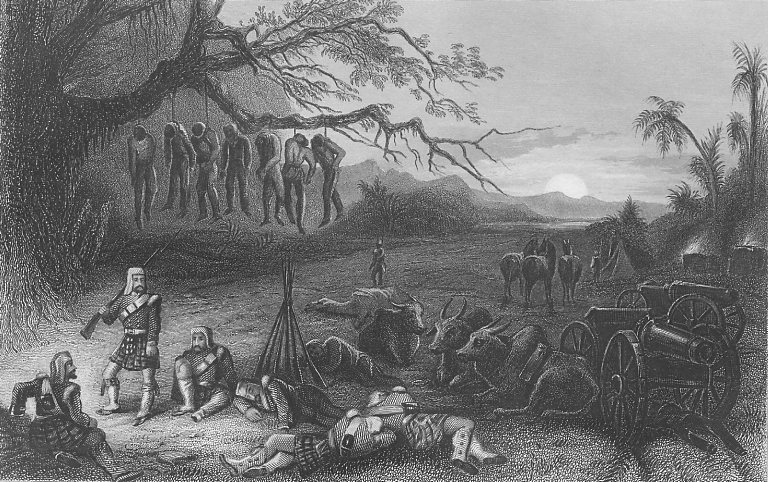
Pendaison de rebelles par des soldats de la près de Bénarès, gravure de Charles Ball, 1858.

Lors de la première confrontation avec les troupes britanniques régulières, les Rajputs subirent de lourdes pertes mais se retirèrent en bon ordre. Après s'être regroupés, ils firent une tentative pour prendre Bénarès. Dans le même temps, Azamgarh était assiégé par une autre large force rebelle. La Compagnie fut incapable d'envoyer des renforts à Azamgarh du fait de la menace posée par les Rajputs. Un affrontement devint inévitable et la Compagnie attaqua les Rajputs avec l'aide des sikhs et de la cavalerie hindoustanie à la fin de l'année 1857. Les Rajputs étaient handicapés par les pluies torrentielles de la mousson qui noyèrent le ravitaillement et la poudre noire. Les Rajputs, cependant, opposèrent une forte résistance avec les sabres, les lances et les quelques canons et mousquets disponibles. La bataille eut lieu à environ 8 km au nord de Bénarès dans un lieu nommé Pisnaharia-ka-Inar. Les Rajputs furent repoussés avec de lourdes pertes derrière la rivière Gomtî. L'armée britannique franchit la rivière et pilla tous les villages rajputs de la zone.
Quelques mois plus tard, Kunwar Singh de Jagdispur (district d'Arrah, Bihar) avança et occupa Azamgarh. L'armée de Bénarès envoyée contre lui fut battue à l'extérieur d'Azamgarh. La Compagnie accéléra l'envoi de renforts et il y eut une féroce bataille dans laquelle les Rajputs aidèrent Kunwar Singh. Ce dernier dut se replier et les Rajputs furent victimes de cruelles représailles de la part des Britanniques. Les chefs des Rajputs furent invités à une conférence et traîtreusement capturés par les troupes de la Compagnie qui avaient encerclé le village de Senapur en mai 1858. Tous furent sommairement pendus et les soldats tirèrent sur les cadavres qui furent laissés accrochés aux arbres. Quelques jours plus tard, les corps furent descendus par les villageois et incinérés.

#### Arrah, Jagidspur et Dulappur

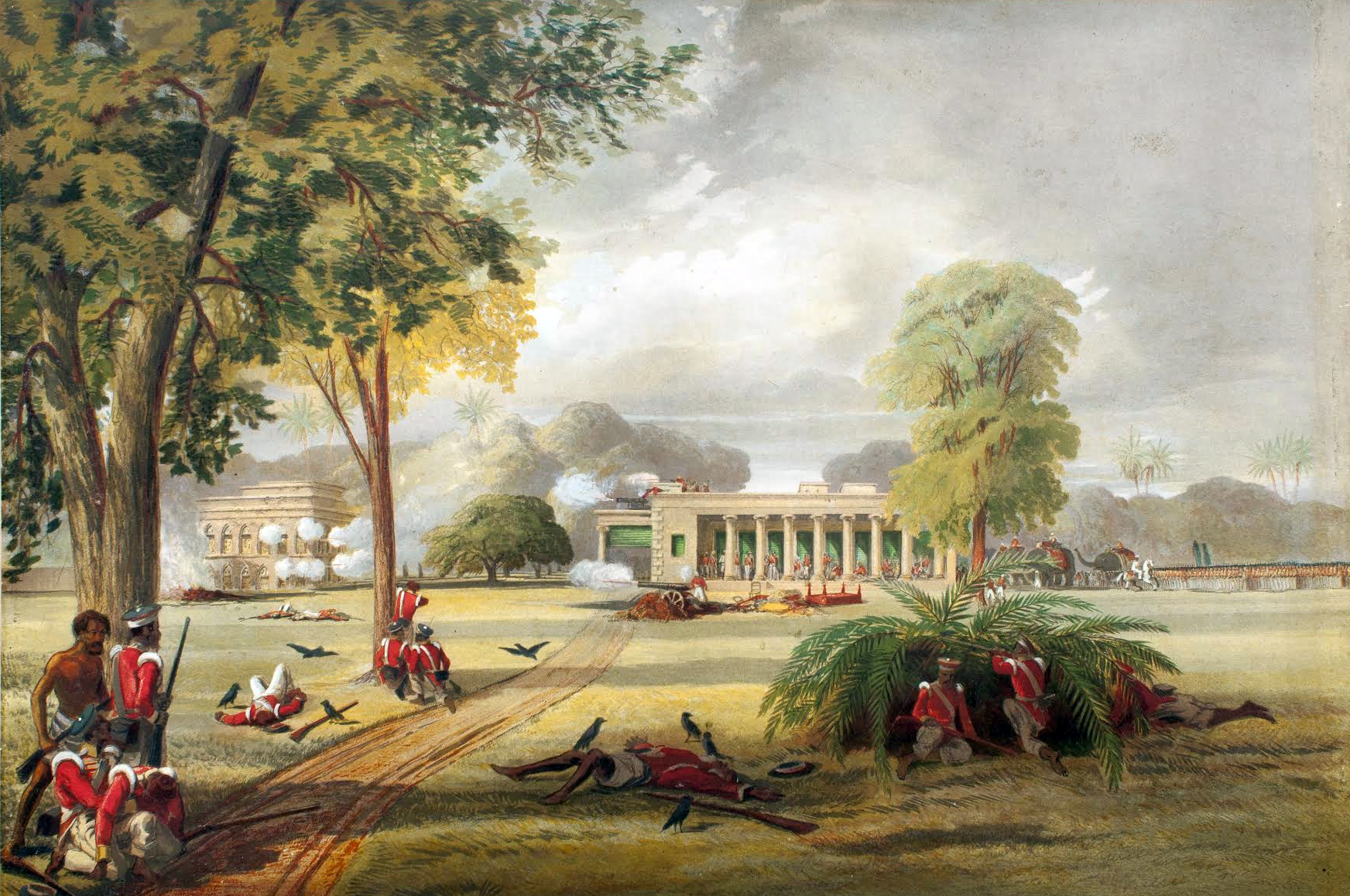
La défense de la maison d'Arrah, lithographie de William Tayler, 1858.

Kunwar Singh, le raja rajput de Jagdispur (en) âgé de 75 ans et dont les possessions allaient être saisies par le Board of Revenue, organisa et devint le chef de la révolte dans le Bihar.
Le 25 juillet 1857, la révolte éclata dans les garnisons de Dinapur (Patna). Les rebelles se déplacèrent rapidement vers la ville d'Arrah où ils furent rejoints par Kunwar Singh et ses hommes. Richard Vicars Boyle (en), ingénieur britannique des chemins de fer à Arrah, avait déjà préparé sa maison contre de telles attaques, en particulier du fait de son poste. Avec l'approche des rebelles, tous les Européens se réfugièrent dans la maison de Boyle. Lors du siège qui suivit, les Britanniques et 50 cipayes restés loyaux défendirent la maison contre l'artillerie des rebelles.
Le 29 juillet, 400 hommes envoyés en secours de Dinapur tombèrent dans une embuscade à 2 km de la maison et furent sévèrement étrillés. Le 30 juillet, le major Vincent Eyre, qui remontait la rivière avec ses troupes et ses canons, atteignit Buxar et entendit parler du siège. Il fit débarquer le matériel et se mit en marche vers Arrah. Le 2 août, les Britanniques tombèrent dans une embuscade à 25 km de la maison. Après un intense combat, Eyre parvint à repousser les rebelles avant d'atteindre la maison assiégée le 3 août,.
Kunwar Singh, battu par les Britanniques le 12 août 1857 près de Jagdispur, dut abandonner son domaine. Le 23 avril, dans la forêt près de Jagidspur, il écrasa un détachement britannique et s'empara de deux canons mais mourut de ses blessures peu après. Son frère Amar Singh subit une lourde défaite à Dalippur le 27 mai 1858, ce qui mit fin à la révolte dans ce secteur,.

#### Empire britannique
Les autorités des colonies britanniques abritant une population indienne, cipayes ou civils, prirent des mesures pour se prémunir contre des potentiels soulèvements. Dans les Établissements des détroits et à Trinidad, des processions religieuses furent interdites et des émeutes éclatèrent dans les colonies pénitentiaires de Birmanie.

## Conséquences

### Représailles

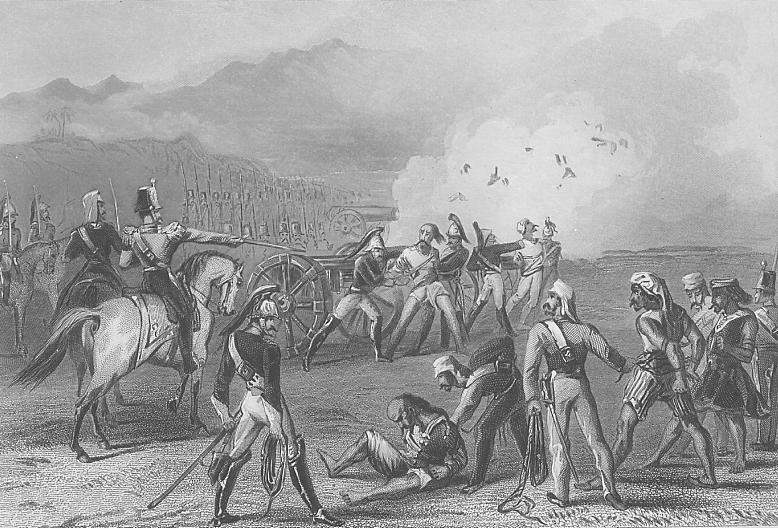
Cipayes capturés par les Britanniques et exécutés au canon le 8 septembre 1857, gravure britannique, 1858.

À partir de la fin de l'année 1857, les Britanniques avaient commencé à reprendre du terrain. Lucknow est repris en mars 1858. Les derniers rebelles retranchés à Gwalior sont battus le 20 juin 1858 et le 8 juillet, un traité de paix met fin à la guerre. En 1859, les chefs rebelles Bakht Khan et Nana Sahib avaient été tués ou étaient en fuite. En plus des pendaisons, les mutins étaient parfois exécutés au canon, un ancien châtiment moghol : les rebelles étaient placés devant le canon et pulvérisés. En nombres bruts, les pertes indiennes furent bien plus élevées. Une lettre publiée après la chute de Delhi dans le Bombay Telegraph et reproduite dans la presse britannique témoigne de l'ampleur et de la violence de la vengeance :

« .... Toutes les personnes se trouvant à l'intérieur des murs de la ville de Delhi lorsque nos troupes entrèrent furent exécutés sur le champ et ce nombre fut considérable, comme vous pouvez le supposer, lorsque je vous dit que dans certaines maisons se cachaient 40 ou 50 personnes. Il ne s'agissait pas de mutins mais d'habitants de la ville qui croyaient notre sens bien connu du pardon. Je suis fier de vous dire qu'ils ont été déçus. »

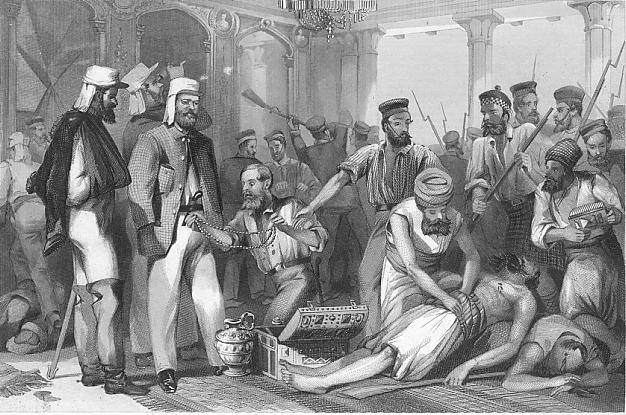
Soldats britanniques pillant le Qaisar Bagh à Lucknow, gravure britannique, fin des années 1850.

Dans une autre brève lettre adressée par le général Sir Robert Montgomery au capitaine Hodson, le conquérant de Delhi montre le soutien du haut-commandement britannique au massacre de sang froid des habitants de Delhi : « Tous les honneurs vous reviennent pour avoir capturé le roi et exécuté ses fils. J'espère que vous en tuerez bien plus ! ».
Un autre commentaire sur la conduite des soldats britanniques après la chute de Delhi fut fait par le capitaine Hodson lui-même dans son livre, Twelve years in India : « Malgré tout mon amour pour l'armée, je dois confesser que la conduite de chrétiens convaincus à cette occasion fut l'un des faits les plus humiliants liés à ce siège » (Hodson fut tué lors de la reprise de Lucknow au début de l'année 1858).
Edward Vibart, un officier de 19 ans rapporta également son expérience :

« Il s'agissait véritablement de meurtres... J'ai vu tant de sang et d'horreurs dernièrement mais je prie pour ne jamais revoir ce dont j'ai été témoin hier. Les femmes furent toutes épargnées mais leurs cris lorsque leurs maris et leurs enfants étaient massacrés étaient particulièrement douloureux... Dieu sait que je ne ressens aucune pitié mais lorsqu'un vieil homme à la barbe grise est amené et abattu juste sous vos yeux, bien dur doit être le cœur de l'homme qui peut regarder cette scène avec indifférence... »

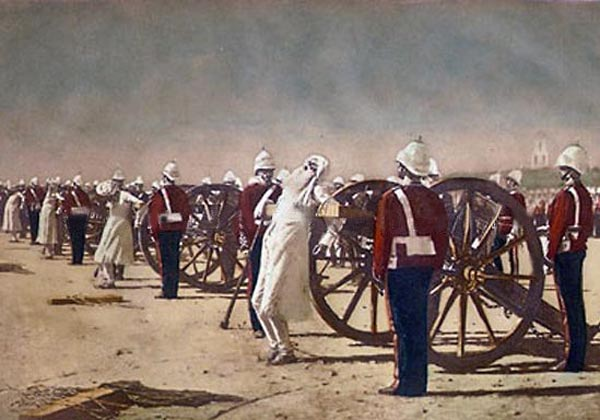
Exécutions au canon, peinture russe de Vassili Verechtchaguine, 1884.

Certaines unités britanniques ne faisaient aucun prisonnier. Un officier, Thomas Lowe, se souvient d'une occasion où son unité avait fait 76 prisonniers. Il se rappelle que les soldats étaient trop fatigués pour mener l'exécution et avaient besoin de repos. Par la suite, après un rapide procès, les prisonniers furent alignés avec un soldat britannique à 2 mètres devant eux. Lorsque l'ordre de tirer fut donné, les prisonniers furent abattus, « effacés...de leur existence terrestre ». Cela ne fut pas la seule exécution de masse à laquelle participa Lowe. À une autre occasion, 149 prisonniers furent également exécutés.
La presse et le gouvernement britannique ne demandaient aucune clémence ainsi le gouverneur général Canning qui tenta de respecter les sensibilités locales gagna le sobriquet méprisant de « Clemency Canning ». Les soldats firent très peu de prisonniers si ce n'est pour les exécuter par la suite et des villages entiers furent rasés sur des soupçons de sympathie avec les rebelles.
Les conséquences de la rébellion ont été étudiées par de nouveaux travaux exploitant les sources indiennes et les études démographiques. Dans le Dernier Moghol, l'historien William Dalrymple examine les effets sur la population musulmane de Delhi après la prise de la ville par les Britanniques et trouve que le contrôle économique et intellectuel de la ville était passé des musulmans aux hindous car les Britanniques pensaient à l'époque que les musulmans étaient derrière la mutinerie. Amaresh Mishra, une journaliste et historienne a estimé à environ 10 millions le nombre d'Indiens ayant perdu la vie lors de la répression après la révolte en étudiant les rapports sur la main d'œuvre. Cependant, sa méthodologie est contestée car elle ne tient pas compte des morts non liées et des mouvements et des déplacements de population qui suivent les périodes de soulèvement. En tenant compte de ces facteurs, l'historien Saul David estime le nombre de morts à plusieurs centaines de milliers.

### Réactions en Grande-Bretagne

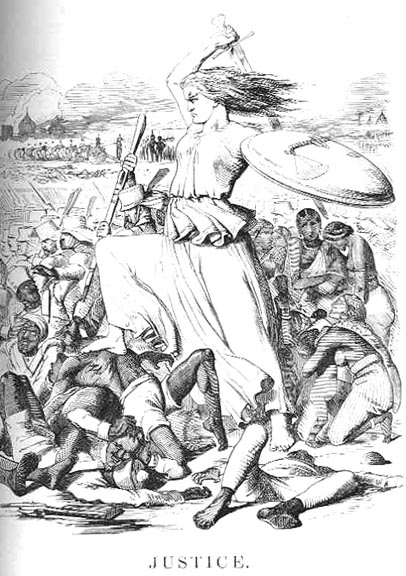
Justice. Dessin de John Tenniel paru dans le numéro de septembre du magazine Punch.

L'échelle et la violence des châtiments menés par l'« Armée de Vengeance » britannique furent jugées largement appropriées et justifiées par un Royaume-Uni choqué par le grand nombre d'articles de la presse relatant les atrocités menées sur les Européens et les chrétiens. Les rapports de l'époque exagéraient souvent les événements en Inde. Ainsi les cas de viols commis par les Indiens sur les femmes européennes furent rares mais la presse publia les témoignages souvent douteux de « témoins oculaires » pour justifier la répression britannique. De même l'année 1857 était une « année rouge » qui marquait une « terrible fracture » dans l'histoire coloniale britannique. Une telle atmosphère de vengeance mena à l'« approbation quasi-universelle » des mesures prises pour écraser la révolte. Le journal The Economist relève avec satisfaction la « démonstration de force produite par les exécutions quotidiennes de mutins de tous grades ».

Le poète Martin Tupper joua un rôle majeur dans les réactions de l'opinion publique. Ses poèmes, remplis d'appels à la destruction de Delhi et à l'érection de « bosquets de gibets » sont éloquents : 

« Angleterre, venge maintenant leurs torts par une vengeance totale et terrible / Retire ce cancer par l'épée et détruis-le par le feu / Détruis ces régions traîtresses, pends tous les parias traqués, / Et chasse-les jusqu'à la mort dans toutes les collines et les villes alentour. »

Deux des écrivains les plus influents de la période, Charles Dickens et Wilkie Collins écrivirent un essai dans le journal de Dickens Household Words appelant à l'extermination de la « race sur laquelle la tache des dernières atrocités repose ».

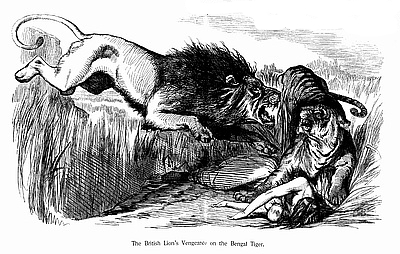
La vengeance du lion britannique sur le tigre du Bengale, caricature de John Tenniel dans l'édition d'août du magazine Punch.

Le magazine Punch, habituellement cynique et dépassionné, publia en août une caricature sur deux pages représentant le lion britannique attaquant un tigre du Bengale qui avait attaqué une femme et un enfant. Le dessin reçut une attention considérable et le New York Times le publia en septembre comme emblématique d'un Royaume-Uni aveuglé par la colère. La caricature fut réimprimée en estampe et lança la carrière de l'illustrateur John Tenniel qui devint célèbre pour ses illustrations des Aventures d'Alice au pays des merveilles.
D'après l'historien de l'époque victorienne Patrick Brantlinger, aucun événement ne fit monter l'hystérie nationale britannique à un plus haut niveau et aucun autre événement n'eut plus de prise sur l'imagination des Britanniques à un tel point que les « écrits de l'ère victorienne concernant la Révolte exprimaient un concentré de l'idéologie raciste de l'époque ». Le terme de sepoy (cipaye) devint un terme péjoratif pour désigner les nationalistes particulièrement en Irlande.

### Réorganisation de l'administration

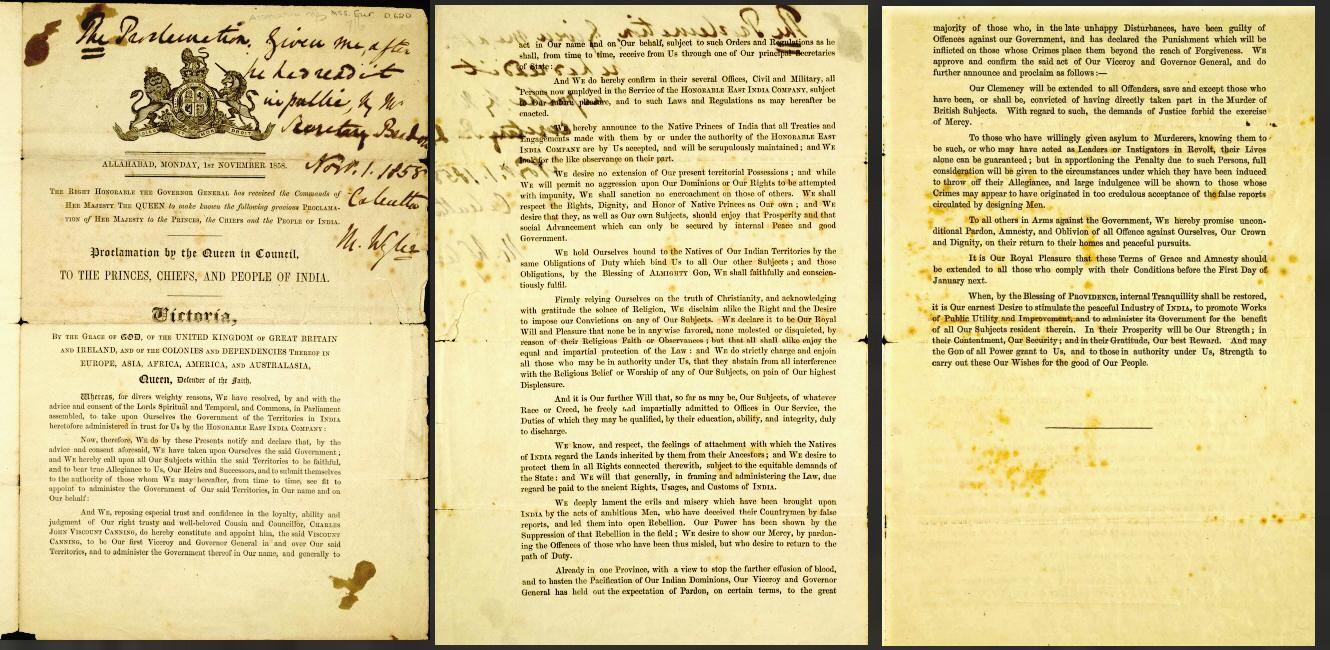
Proclamation de la reine Victoria annonçant le rattachement de l'Inde à la couronne britannique.

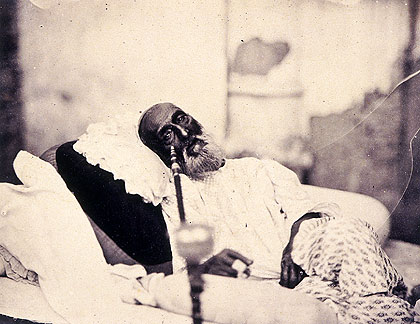
Unique photographie de Muhammad Bahâdur Shâh le dernier empereur moghol prise lors de son exil à Rangoon. Photographie de Robert Tytler et de Charles Shepherd, mai 1858.

Bahadur Shah fut condamné pour trahison par un tribunal militaire assemblé à Delhi et exilé à Rangoon où il mourut en 1862 mettant fin à la dynastie moghole. En 1877, la reine Victoria prit le titre d'impératrice des Indes sur les conseils de son premier ministre, Benjamin Disraeli.
La rébellion mit fin à la domination de la Compagnie britannique des Indes orientales. En août, la Compagnie est officiellement dissoute par le Government of India Act de 1858 et ses prérogatives en Inde sont transférées à la couronne britannique. Une nouvelle division du gouvernement britannique, l'India Office fut créé pour assurer la gouvernance de l'Inde avec à sa tête le secrétaire d'État de l'Inde. Le gouverneur général des Indes gagna le titre de vice-roi des Indes et fut chargé de faire appliquer les décisions de l'India Office. L'administration coloniale britannique se lança dans un programme de réformes en vue d'intégrer les castes les plus élevées et les dirigeants locaux dans le gouvernement des Indes et en abolissant les tentatives d'occidentalisation. Le vice-roi mit fin aux saisies de terres, décréta des lois de tolérance religieuse et admit les Indiens dans la fonction publique bien qu'à des postes subalternes.
Dans l'ensemble, la bureaucratie de l'ancienne Compagnie resta en place mais il y eut un profond changement dans les attitudes. En cherchant les causes de la mutinerie, les autorités en dégagèrent deux principales : la religion et l'économie. Ainsi, les actions de la Compagnie ont souvent été en contradiction avec les croyances des musulmans et des hindous. De même, les précédentes tentatives de la Compagnie pour introduire le marché libre avait sapé les structures économiques traditionnelles et liens de loyautés qui avait laissé les paysans à la merci des marchands et des prêteurs. En conséquence, le nouveau Raj britannique fut construit sur des bases traditionnelles pour préserver les traditions et la hiérarchie.
Du point de vue politique, il fut constaté que le manque de consultations entre les gouvernants et les gouvernés avait été un facteur aggravant ayant mené au soulèvement. En conséquence, des gouvernements locaux furent créés. Malgré l'échelle limitée de cette évolution, elle permit de créer une nouvelle « élite » de fonctionnaires dont le développement fut accéléré par l'ouverture d'universités à Calcutta, Bombay et Madras, sur la base de l'Indian Universities Act. Le vice-roi entre 1880 et 1885, George Robinson, étendit les pouvoirs des gouvernements locaux et songea à supprimer les pratiques raciales dans les tribunaux avec l'Ilbert Bill, qui aurait autorisé les juges indiens à juger des Britanniques. Cependant, ces mesures progressistes furent progressivement réduites et en 1883, de nouvelles lois limitèrent l'entrée des Indiens dans la fonction publique.

### Réorganisation de l'armée

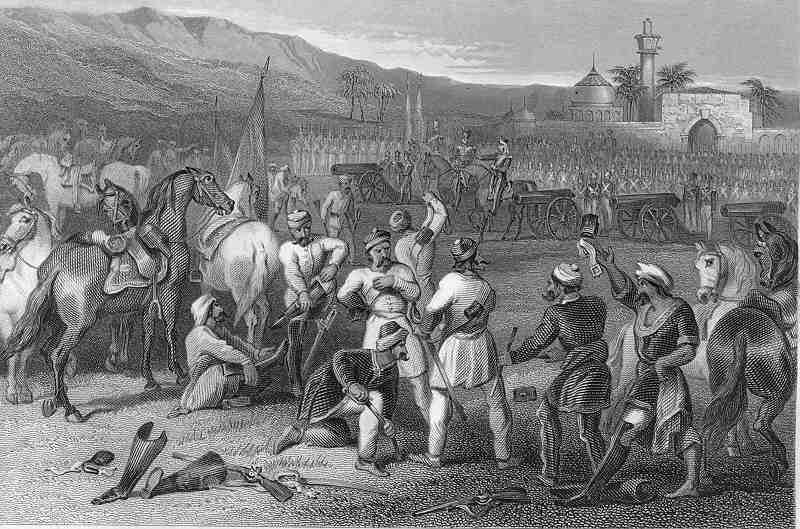
Désarmement du 11e régiment de cavalerie irrégulière à Baharampur (Bengale) sous la surveillance de l'artillerie britannique en 1858.

L'une des conséquences fut la diminution de la taille de l'armée du Bengale qui avant 1857 dominait l'armée indienne. La présence des brahmanes dans l'armée du Bengale fut réduite du fait de leur rôle dans les mutineries. Les Britanniques cherchèrent à recruter plus de soldats dans le Pendjab du fait des problèmes lors de la révolte.
La révolte transforma à la fois les armées européennes et indiennes de l'Inde britannique. Sur les 74 régiments d'infanterie du Bengale de 1857, seuls 12 évitèrent la mutinerie ou la dissolution. Les dix régiments de la cavalerie légère du Bengale furent démantelés. L'ancienne armée du Bengale avait presque complètement disparu. Ces unités furent remplacées par de nouvelles troupes recrutées parmi les castes autrefois sous-exploitées par les Britanniques et sur les minorités comme les sikhs et les gurkhas.
Les défaillances de la vieille organisation qui avait séparé les cipayes de leurs officiers britanniques furent corrigées. Les nouvelles unités furent principalement organisées sur le système des unités irrégulières. Avant la révolte, chaque régiment d'infanterie du Bengale possédait 26 officiers britanniques qui commandaient la quasi-totalité des échelons intermédiaires. Dans les unités irrégulières, il n'y avait que quelques officiers européens qui étaient plus proches de leurs hommes et les officiers indiens disposaient d'une plus grande autorité.
Le gouvernement augmenta également le ratio de soldats britanniques par rapport aux indiens — il y avait cinq fois plus d'Indiens que de Britanniques avant cette révolte — et seuls les soldats britanniques pouvaient dorénavant servir dans l'artillerie. Dans l'armée du Bengale, il y avait désormais un Indien pour un Britannique et dans celles de Bombay et de Madras, deux Indiens pour un Britannique. Les changements dans l'après-révolte servirent de base à l'organisation de l'armée des Indes britanniques jusqu'au début du XXe siècle.
Il est aussi à noter qu'après la révolte, les britanniques armèrent les troupes indigènes avec des armes à feu dont les rayures avaient été meulées. Ceci donnant techniquement une supériorité balistique indéniable au soldat britannique par rapport son camarade indien. Les armes des soldats indigènes étaient aussi systématiquement d'une génération précédente par rapport à celles des soldats britanniques, ces derniers conservant au besoin ainsi en permanence une supériorité de feu.

## Dénomination
Il n'existe pas de dénomination universellement acceptée pour désigner les événements de cette période. En Inde et au Pakistan, on les désigne comme étant la « guerre d'indépendance de 1857 » ou la « première guerre d'indépendance indienne » et il est peu courant de trouver des termes comme la « révolte de 1857 ». L'idée de la Révolte comme étant la première guerre d'indépendance indienne n'est cependant pas unanimement acceptée en Inde,,. L'utilisation de l'expression de « Mutinerie Indienne » est considérée par certains politiciens comme désobligeante et reflète une attitude impérialiste même si cette interprétation est disputée.
Au Royaume-Uni et dans les autres pays du Commonwealth of Nations, on parle couramment de « Mutinerie indienne » mais les expressions « grande mutinerie indienne », la « révolte des Cipayes », la « guerre des Cipayes », « le soulèvement », la « rébellion de 1857 », la « rébellion mahométane » et la « révolte de 1857 » ont également pu être utilisées,,. « L'Insurrection indienne » est le nom donné par la presse du Royaume-Uni et de ses colonies à l'époque.

## Débat autour du caractère de la guerre
Presque dès le début des soulèvements à Meerut, la nature et la portée de la Rébellion indienne de 1857 ont été débattues. Lors de son discours à la Chambre des communes en juillet 1857, Benjamin Disraeli la qualifia de « révolte nationale » tandis que le premier ministre Henry John Temple essayait de minimiser l'importance des événements en parlant d'une « simple mutinerie ». Ainsi, l'un des premiers historiens de la révolte, Charles Ball parla de mutinerie dans le titre de son livre mais évoqua une « lutte pour la liberté et l'indépendance d'un peuple » dans le contenu de l'ouvrage. Les historiens restent divisés sur la question de savoir si la révolte peut correctement être désignée comme une guerre d'indépendance ou non. En Inde, il est populairement accepté que cela en fut une.
Parmi les arguments s'opposant à une guerre d'indépendance :
- une Inde unie n'existait pas à l'époque que ce soit en termes politiques, culturels ou ethniques ;
- la révolte fut réprimée avec l'aide d'autres soldats indiens issus des armées de Madras et de Bombay et des régiments sikhs. De fait, 80 % des troupes de la Compagnie étaient indiennes[123] ;
- de nombreux gouvernants locaux s'affrontèrent au lieu de combattre les Britanniques ;
- de nombreux régiments cipayes se dispersèrent et les soldats rentrèrent chez eux plutôt que de combattre ;
- certains rebelles n'acceptaient pas le retour des Moghols ;
- le roi de Delhi ne contrôlait pas vraiment les mutins[124] ;
- la révolte fut largement circonscrite aux régions du nord et du centre de l'Inde. Les soulèvements furent très limités dans les autres parties du pays ;
- plusieurs révoltes eurent lieu dans des zones qui n'étaient pas sous contrôle britannique, s'effectuant contre des gouvernements indiens souvent du fait de questions locales.

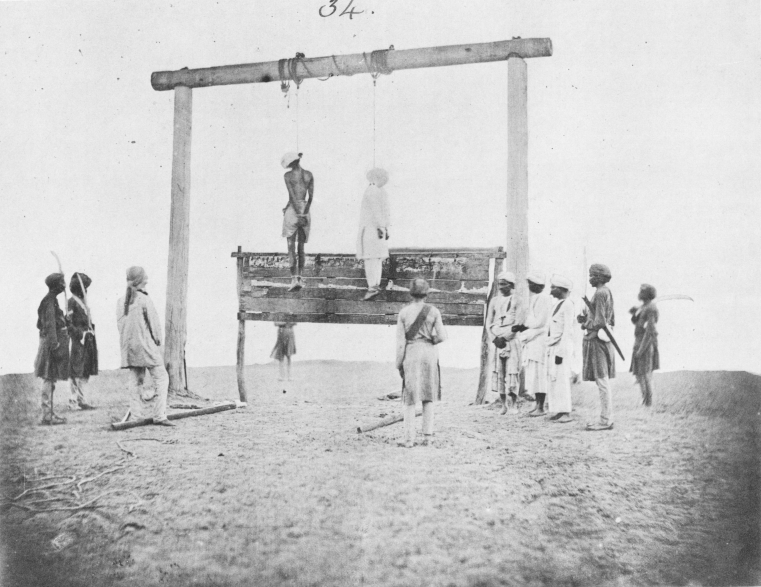
Pendaison de deux rebelles. Felice Beato, 1858.

Une seconde école de pensée, acceptant la validité des arguments mentionnés ci-avant, avance néanmoins que le soulèvement présente des caractéristiques d'une guerre d'indépendance :
- même si la révolte avait de multiples causes (mécontentement des cipayes, arrogance britannique, la doctrine de préemption, etc.), la plupart des chefs rebelles qui le purent rejoignirent Delhi pour faire revivre le vieil Empire moghol qui représentait un symbole national même pour les hindous ;
- il y eut de larges révoltes populaires dans de nombreuses régions, ce qui prouve qu'il ne s'agissait pas d'une simple mutinerie militaire ;
- les cipayes ne cherchèrent pas à faire revivre les petits royaumes locaux, au contraire, ils appelaient à un « gouvernement à l'échelle du pays » des Moghols et voulaient chasser les Britanniques de l'Inde. Les cipayes ignoraient les princes locaux et dans les villes qu'ils prenaient, ils déclaraient : « Khalq Khuda Ki, Mulk Badshah Ka, Hukm Subahdar Sipahi Bahadur Ka », « le peuple appartient à Dieu, le pays à l'empereur et l'autorité au commandant cipaye ». L'objectif d'expulser les « étrangers » non seulement d'une seule région mais de toute l'Inde signifie un sentiment nationaliste.

### La décennie suivante

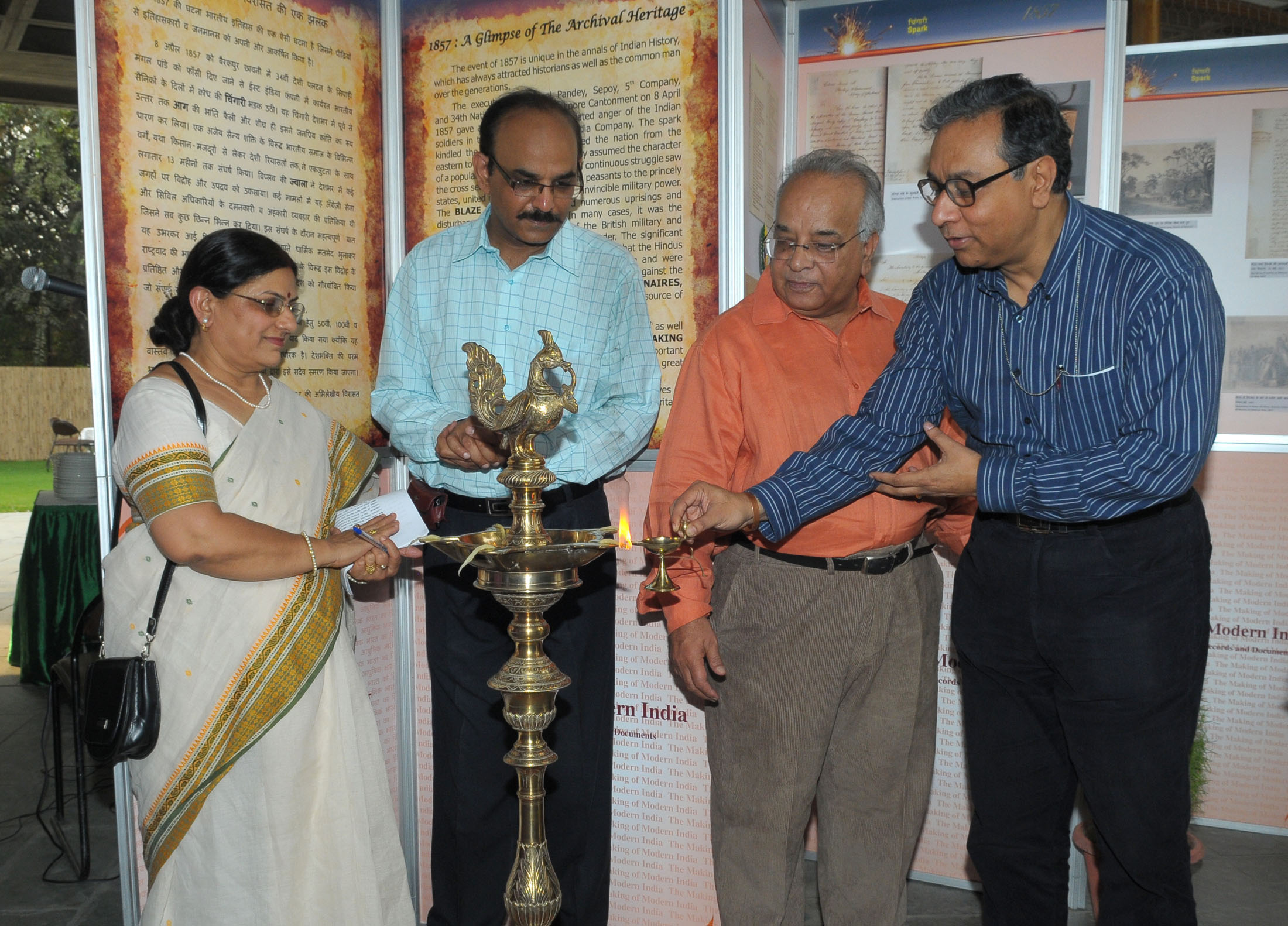
« Exhibition - 1857 » : exposition consacrée à la révolte aux Archives nationales de l'Inde, New Delhi, 2 juillet 2010.

Au cours de la décennie suivante, la terrible Famine en Inde de 1866 décime près d'un million de personnes.

## Le150eanniversaire
En 2007, le gouvernement indien célébra les 150 ans de la « première guerre d'indépendance indienne ». Plusieurs ouvrages écrits par des auteurs indiens furent publiés à cette occasion dont l'ouvrage controversé d'Amresh Mishra, « War of Civilizations » sur l'histoire de la révolte et « Recalcitrance » d'Anurag Kumar, l'un des quelques romans écrits en anglais par un Indien basés sur les événements de 1857.
En 2007, un groupe de soldats britanniques retraités et des civils, dont certains étaient des descendants des soldats britanniques morts durant le conflit tentèrent de visiter le site du siège de Lucknow. Cependant des manifestations organisées par le parti nationaliste hindou Bharatiya Janata Party empêchêrent les visiteurs d'entrer sur le site. Malgré les manifestants, Sir Mark Havelock put se rendre sur la tombe de son ancêtre, le général Henry Havelock.